# エルリングハウゼン

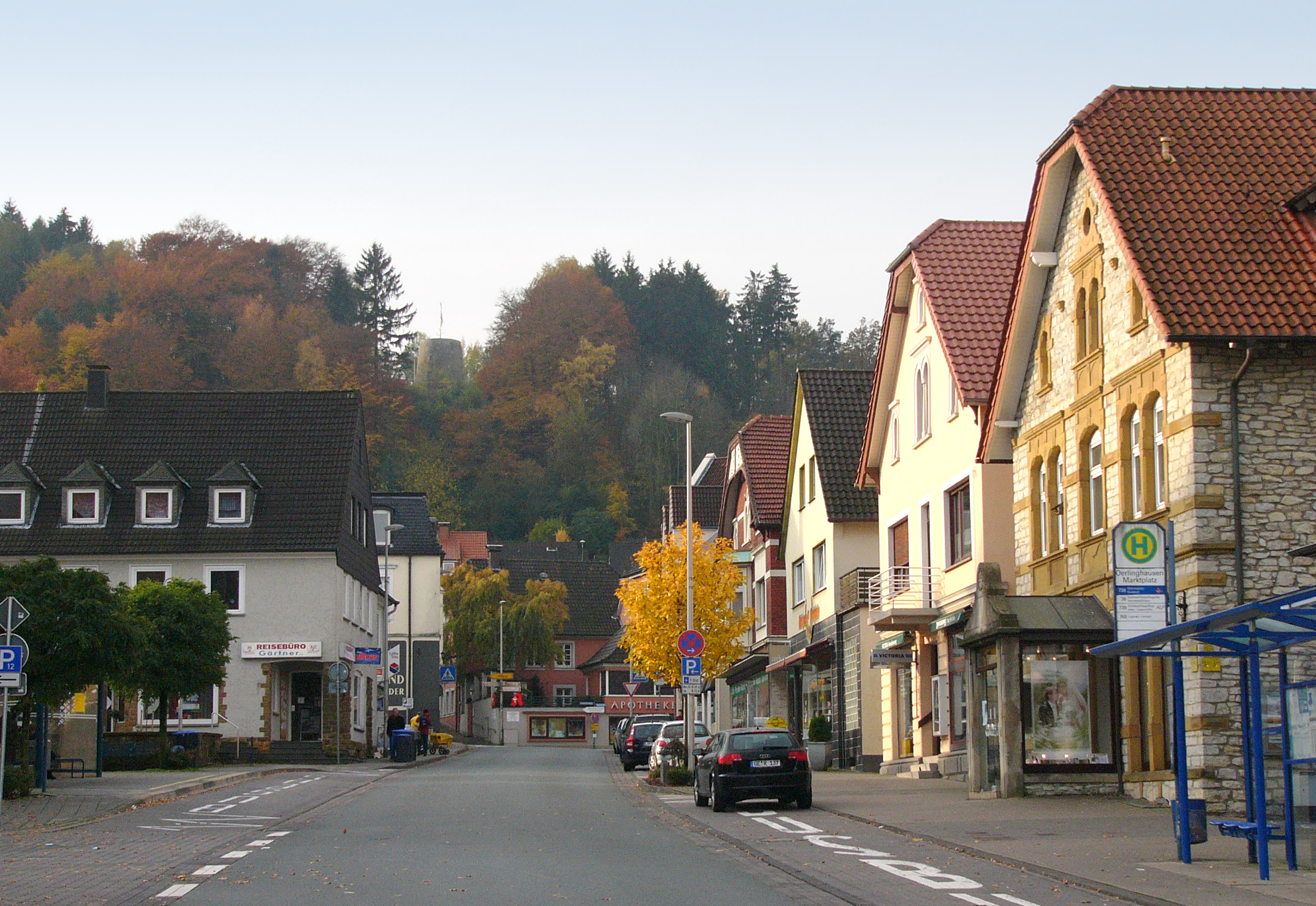
エルリングハウゼンの街並み（ラートハウス通り）。正面の丘の上の石造建造物は、この街の象徴的建造物クムストトンネ

エルリングハウゼン（Oerlinghausen, ドイツ語発音: [ˈœrlɪŋhaʊz̩n] ( 音声ファイル)、低地ドイツ語: Ankhiusen）は、ドイツ連邦共和国ノルトライン＝ヴェストファーレン州デトモルト行政管区リッペ郡に属す市である。本市は、ビーレフェルト南東のトイトブルクの森の峠に面している。
人口約 17,000人のエルリングハウゼンはリッペ郡で7番目に大きな街である。エルリングハウゼン・グライダー飛行場は、ヨーロッパの 2大グライダー飛行場の1つであり、考古学野外博物館と並んで本市を全国的に知らしめている。かつてリンネル産業やタバコ産業で栄えたエルリングハウゼンは、現在ビーレフェルト近郊に位置することで利益を得ている。多くの通勤者がこの近くの大都市に通勤し、ビーレフェルトの企業のいくつかはエルリングハウゼンに工場を建設している。
現在の市域は、1969年1月1日にエルリングハウゼン市とそれまで独立した町村であったリッパーライエおよびヘルプープが合併して成立した。現在の市域に最初の入植がなされたのは、紀元前 400年から 50年までの間である。文献上の最初の記録は 1036年で Orlinchusen と表記されている。

## 地理

### 位置
エルリングハウゼン市はノルトライン＝ヴェストファーレン州東部のリッペ郡西部に位置する。本市は、トイトブルクの森の山並みを超える峠に面しており、ビーレフェルト（西に 11 km）とデトモルト（東に 15 km）のほぼ中間に位置する。市域はトイトブルクの森/エッゲ山地自然公園の中にある。中核市区はヴェーレントルプ集落とともに、主にテンスベルク山の北斜面に広がっている。ジュートシュタット（都市部南部）とリッパーライエ地区はトイトブルクの森の南側に、ヘルプープ地区はその北側に位置している。山地自体は、ヴェーザー水系とエムス水系との分水界にあたる。テンスベルク山の円塔「クムストトンネ」は、エルリングハウゼンの象徴的建造物である。この山地の古地名 Osning は「神聖な森の尾根」を意味していたが、ローマ時代の歴史記述者タキトゥスによって 200年頃から「トイトブルクの森」を意味するようになった。
市域内の最高地点は海抜 334 m（テンスベルク）、最低地点は市の北端にあたるヘルプープ地区のジークスバッハ川が流出する箇所で海抜約 120 m である。

### 地質学

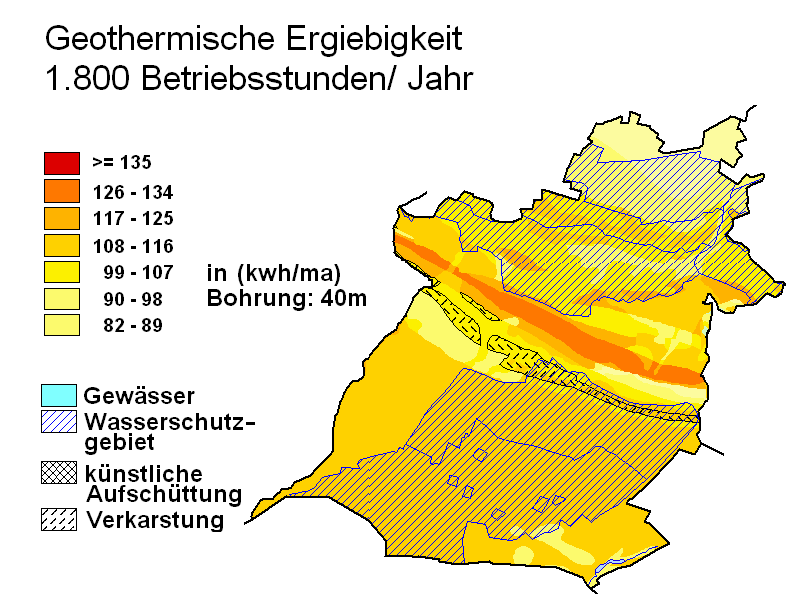
エルリングハウゼンの地熱分布

トイトブルクの森の両側に位置する立地条件のため、エルリングハウゼンは著しい地質形態学的特徴を有している。極めて狭い範囲で、ロープ状に中生代の粘岩、砂岩、泥灰岩、石灰岩が露呈している。市域の北東部は主に殻灰統の石灰岩が主であり、南西部は最後の氷期の氷が融解する際に大量の砂が流され堆積することで形成されたゼンネ地形に属す。堆積層は、オスニングのすりつぶされた砂岩でできており、多くの場所で厚さ 60 m を超える。内市街をオスニングの尾根が通っている。この長く延びた山地は北西から南東に伸びる 3つの連山で構成される。中央の最も大きな尾根は白亜紀前期のオスニング砂岩からなり、南の尾根は白亜紀後期のチューロニア期あるいはセノマニア期に、北の尾根は上畳統あるいは殻灰統に形成された。
地熱ゾンデによる地熱源や熱ポンプによる地熱採取については、北部はおおむね「良好」、南部は例外なく「良好」、尾根の部分は「大変良好」な環境にある。（右図参照）

### 市域の広がりと土地利用
「グローセ・ラントゲマインデ」（直訳すると「大規模田舎町」）に格付けられるこの街は、面積 32.7 km2 である。市域の南北の幅は約 7 km、東西の幅は約 5 km である 。エルリングハウゼンは、他の同じタイプの街と比べ、森林占有率が約 2倍と高い。これはトイトブルクの森に位置する立地によるものである。以下の表は2012年12月31日現在の値である。
| 用途別土地面積 | 農業用地 | 森林   | 宅地、空地 産業用地 | 交通用地 | 水域  | スポーツ 緑地 | その他 |
| -------------- | -------- | ------ | ------------------- | -------- | ----- | ------------- | ------ |
| 面積 (km2)     | 7.52     | 16.01  | 4.55                | 2.60     | 0.21  | 1.46          | 0.33   |
| 占有率         | 23.0 %   | 49.0 % | 13.9 %              | 8.0 %    | 0.7 % | 4.5 %         | 1.1 %  |

### 隣接する市町村
エルリングハウゼンは、西はビーレフェルトのゼンネシュタット管区およびシュティークホルスト管区、北はレーオポルツヘーエ、東はラーゲ、南東はアウグストドルフ（いずれもリッペ郡）、南はシュロス・ホルテ＝シュトゥーケンブロック（ギュータースロー郡）と境を接している。

### 市の構成
エルリングハウゼン市の基本条例によれば、本市はエルリングハウゼン地区、ヘルプープ地区、リッパーライエ地区の 3地区で構成されている。この他に、他の地区と区別されて認識されている地域がある。
- 歴史的にヘルプープの下位区分にあたるヴェーレントルプ、マッケンブルーフ、ヴェレントルプ
- ジュートシュタットは、1960年代に建設されたエルリングハウゼン地区の南に位置する大規模住宅地である。これに対してこの地区の中心部を「アルト＝エルリングハウゼン」（直訳すると「旧エルリングハウゼン」）と呼ぶことがある。

以下の表に各地区の面積と人口を示す。
| 地区               | 地区          | 面積 (km2) | 人口（人） | 地図                       |
| ------------------ | ------------- | ---------- | ---------- | -------------------------- |
| エルリングハウゼン | Oerlinghausen | 9.20       | 10,228     | エルリングハウゼンの地区図 |
| ヘルプープ         | Helpup        | 13.46      | 4,636      | エルリングハウゼンの地区図 |
| リッパーライエ     | Lipperreihe   | 10.04      | 3,295      | エルリングハウゼンの地区図 |
| 計                 | 計            | 32.7       | 18,123     | エルリングハウゼンの地区図 |

1. ↑   副居住地としている人口を含む。2012年12月31日現在

### 気候
エルリングハウゼンは、中央ヨーロッパの穏健な気候区に属す。この街は、亜大西洋海洋性気候の地域に位置している。冬は大西洋の影響下でおおむね穏やかであり、夏はかなり暑くなる。年間平均気温はトイトブルクの森の中と両側では、その地理的環境によって大きく異なっている。連山の麓にあたる北と南では年平均 8 ℃から 9 ℃であるが、尾根の上の高所ではこれよりも 2 ℃ほど低い。
また、亜大西洋海洋性気候の立地であることから、1年を通して湿潤な気候であり、年間を通して平均的に降水がある。トイトブルクの森の降水観測所によるエルリングハウゼンの年間総降水量の長期平均値は 1026 mm である。これはドイツ全体の平均値 (700 mm) よりもかなり多い。

## 歴史

### 地名「エルリングハウゼン」の成り立ち
地名「エルリングハウゼン」(Oerlinghausen) は、キリスト教徒の入植以前に成立した。-ing という語は父系を伝える語形である。語幹の Oerl は男の名前で、その後継者を Oerlinge と呼んだのである。Oerlinghausen は、元々、Oerlinge たちが定住した集落であった。Oerl という名前と英語の Earl（伯爵）との間に語源学上関係があるという説を受け容れるには、言語学的な基礎研究が欠けている。

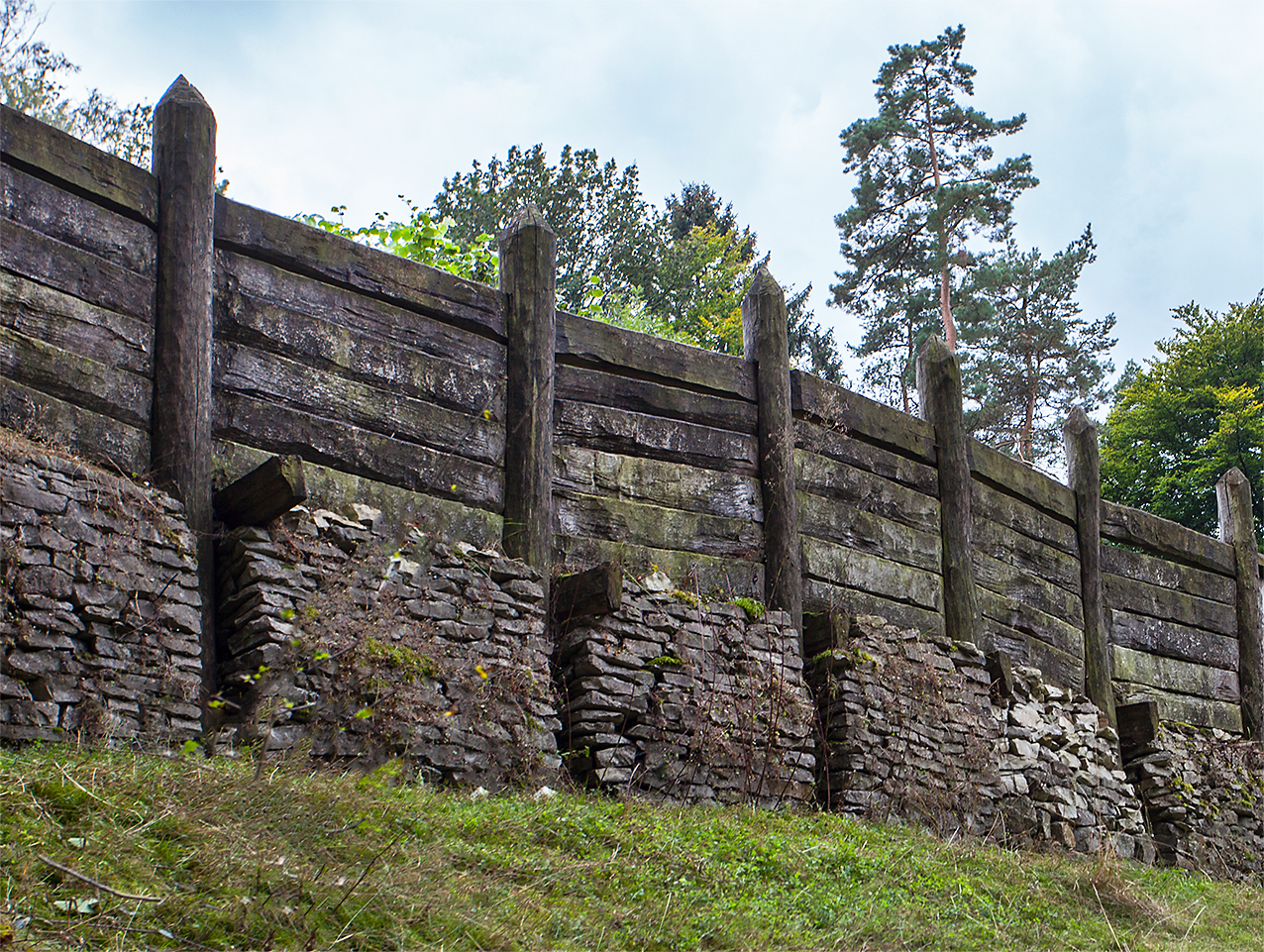
エルリングハウゼン考古学野外博物館に復元されたテンスベルク砦の城壁

Oerlinghausen という名前は、最初の音節にアクセントが置かれており、多くの外来語のような第3音節にアクセントはない。

### テンスベルク砦と文献記録
エルリングハウゼン近郊の連山と峠は、すでに古代から軍事戦略上重要な地点であった。市内の発掘により明白な入植地跡が、エルリングハウゼンの故郷の山であるテンスベルクで発見された。旧鉄器時代の高地城塞であるテンスベルク砦が発掘されたのである。このヒルフォートは、カロリング朝に改築された。斜面の深くに位置する水源が、水供給を確保するために砦に取り込まれていた。放射性炭素年代測定によれば、最初の集落は紀元前 400年から 50年までの間に建設され、紀元後 750年から 1000年になるまで使われていた。1939年に発掘されていた石板墓付近に対する2010年からの新たな発掘されたとんぼ玉は 700年から 750年頃のものと同定された。エルリングハウゼン野外博物館のリーダーであるカール・バングハルトによれば、ここはリッペの中世初期に明らかなルーツを持つ最も古く重要な入植地であった。
エルリングハウゼンは、1036年5月25日のブスドルフ文書に、近くに位置するバルクハウゼン農場の Orlinchusen 分農場 として初めて記録されている。パーダーボルン司教マインヴェルクは、Orlinchusen 分農場と Meginchusen 分農場の十分の一税を彼が創設したブスドルフ聖堂参事会に納めるべしとの命令をこの文書で発している。この村落で最初の建造物は、おそらく、オスニングを越える峠道を護るための城塞であったと推測される。現在も「ブルクハーゲン」（Burg = 城塞）という地名が遺っており、紛れもなくこの城塞があった場所であることを示している。

### 中世のフェーデと宗教改革
パーダーボルン司教がいつリッペの領主権を移譲したのかは議論が分かれている。しかし、12世紀後半のベルンハルト2世 (リッペ)がかつてのパーダーボルン司教の高権を保持している者として行動していることは確かである。ベルンハルト2世は、1177年からエルリングハウゼンの北西 3 km の場所あるレーヴェンベルク城を獲得して防御を固めた。ラーフェンスベルク伯ヘルマンとの衝突に備える行動であった。エーヴァーシュタインのフェーデの間（1403年から1407年）エルリングハウゼンは、他のリッペ領と同様に、ブラウンシュヴァイク公の軍隊に占領され、一部は廃墟と化した。1409年から被害リストが作成され、その中で盗み、放火の脅迫、その他の暴行が語られている。特にリッペとラーフェンスベルクとの境界地域の被害が大きかった。リートベルクのフェーデ（1556年から1566年）では、リートベルク伯ヨハンがリッペの飛び地であったリッペローデを奇襲したと伝えられている。リートベルク市を包囲したリッペ領主家ベルンハルト8世の反撃は、最終的にはユーリヒ公に屈服した。
13世紀には、アレクサンダー教会周辺にエルリングハウゼンの中核部が建設された。この教会は 1201年に記録され、1225年の文書はエルリングハウゼンが助祭長の所在地であったことを証明している。1500年頃、テンスベルクの人里離れたなだらかな尾根にアントニウス礼拝堂が建設された。その遺跡は、かつての防衛施設の東側にあり、山にその名を遺している（「テンス」・フォン・アントニウス）。宗教改革の少し前、エルリングハウゼンはパーダーボルン司教区最大の教会区であった。さらにエルリングハウゼンは、伯の行政上の役所である、代官所の所在地であった。この教会と代官所、さらに峠沿いの開けた立地は、この村が急速に発展することに寄与した。鍛冶屋、馬車職人、商売人、居酒屋がこの村に住みついた。

### 三十年戦争と絶対君主制
村には、都市とは異なり、敵や侵入者から護るための市壁を有していない。石壁で囲うのではなく「シュリング」を設けた。これは幅 60 m ほどの棘のある木やクマシデの木で生け垣を設け、狭い小径だけがその中を通るようにしたものである。後にこの種の防衛施設は「ラントヴェール」という概念で総称されるようになった。エルリングハウゼンでは、メスドールシュリング（またはミストトーアシュリング）がメインストリートのマルクト通りを遮っており、夜間は遮断棒で護られていた。遮断棒を管理する権限を持つ住民は「シュリングヒューター」（ヒューター = Hüter = 番人）と呼ばれた。槍や矛で武装した2人の男性が通りをパトロールする夜警が、19世紀になるまでエルリングハウゼンの住民には義務づけられていた。
三十年戦争の最初の影響がエルリングハウゼンに及んだのは1622年末であった。カトリックの帝国等族たちが同盟に基づきリッペ国境付近で徴兵を行ったのである。翌年の夏、騎兵の一部隊がエルリングハウゼンを急襲し、略奪を行い、村を荒廃させた。住民の救援要請をリッペ＝デトモルト伯ジーモン7世 (リッペ伯)は無視した。エルリングハウゼンの住民は、その後何度も、兵士の宿営に苦しめられた。1633年、スウェーデン王配下の50騎の騎馬隊がエルリングハウゼン村を襲った。住民は貴重品を教会に運び込んだ。プロテスタントのスウェーデン軍は教会に危害を加えないだろうと信頼したのである。これは悲劇的にも完全な誤解であった、兵士たちは価値があると思われるものをすべて奪い去った。
恐ろしい戦争の後、帝国が失った影響力を埋め合わせるように地域支配者の権力が増大した。フランス王ルイ14世（1638年 – 1715年）がそのモデルとなり、熱心な模倣者を生んだ。リッペ領主家においても絶対君主制が発達し、フリードリヒ・アドルフ (リッペ伯)の治世（在位1697年から1718年）にピークとなった。庭園や豪華な建築物が贅沢に拡充された。これらの建造物は当時注目を集めたが、領邦財政に壊滅的な影響を及ぼした。責任者は常に新しい手を考え出しては、住民の金で国庫を満たし、今日では想像もできない方法で臣民の私生活を侵害していた。たとえば、コーヒーを焙煎したり飲んだりすると、さらには、葬儀や埋葬の際に黒い服を着ただけで、罰金を課された。施行されている法律の違反者を告発すると、告発者の罰金の 1/3 が免除されるため、密告が横行した。

### 啓蒙主義と革命の時代
七年戦争後、領邦全土がそうであったように、エルリングハウゼンの人口は増加した。1775年から1824年までの間に人口は 775人から1,430人にまで増加した。1774年にエルリングハウゼンを経由してビーレフェルトとデトモルトとを結ぶ郵便馬車の路線が帝国郵便省によって整備され、宿駅が設けられた。
リッペでは1684年から、一定の就学を義務づける制度が設けられていたが、多く親は、家畜番や野良仕事に必要な子供を学校に行かせることはほとんどなかった。1722年の命令は、田舎に住む手工業者に学校教育を与えるよう指示している。難しい言葉を正しくゆっくりと読み、一般に知られている讃美歌をきちんと歌えるよう理解できるようになった者は教育に適したものであるが、そうでない者は籐の鞭を受けた。
啓蒙時代のリッペの学校制度は、その初等教育制度が模範として広く知られていた。エルリングハウゼンでは、学校・教育制度の発展は牧師のゲオルク・コンラート・フォン・ケルンの名と結びついている。彼は、素朴な人々に対するより良い教育は国家にとって利益になると考えたのである。籐の鞭は「規律正しい生活の証」のために容認されるとした。彼の弟アウグスト・フォン・ケルンは彼の職を引き継ぎ、その活動を継承した。アウグストは 1797年に管区総監督としてリッペ伯妃パウリーネによってデトモルトに呼び寄せられ、この街ではすぐにエルリングハウゼンの教育方法が継承された。
1848年3月、25人ほどの若い手工業職人がシュプレヒコールを挙げてエルリングハウゼンを練り歩き、数人の市民が攻撃された。その結果エルリングハウゼンの治安を回復するために旧兵役経験者が招集されたが、3月24日に数千に膨れあがった暴徒に歯が立たなかった。暴徒はニーダーバルクハウゼン農場を荒らし回り、荘園領主とその息子を誘拐し、エルリングハウゼンを凱旋行進した。その翌日、デトモルト軍の一部隊が出動し、首謀者を逮捕し、格子の中に拘束された。こうして「エルリングハウゼン革命」は1848年3月24日に完全に終息した。

### 工業の時代と帝国
エルリングハウゼンの住民は、山の斜面という不利な立地であることから使える土地がほとんどなく、初めは主にアマ栽培とリンネル織りで生計を立てなければならなかった。当時、アムト・エルリングハウゼンにはおよそ 300台の織機があった。この地の織物は特に、上品で漂白されたリンネル生地として有名で、行商人（「ライネンホプサー」と呼ばれた）によって全ドイツや近隣諸国で販売された。ライネンホプサーは、何ヶ月も旅を続けることもしばしばであった。手織りリンネルの最盛期は1825年頃に一旦終焉した。イギリスから機械織りの布地がドイツに持ち込まれたのである。エルリングハウゼンの手織り生地は、当初はその高い品質により競争力を保持し続けたが、やがて注文が無くなり、多くの織物職人の家族は飢えや貧困に苦しめられ、さらにチフスが流行した。こうしたリンネル織り産業の危機によりエルリングハウゼンの人口は、1,710人から 1,510人に減少した。多くの家族がアメリカ合衆国へ移住していった。その後ビーレフェルトのカール・ダーフィト・ヴェーバーによりエルリングハウゼンのリンネル織りは新たな隆盛期を迎えた。手織りのリンネルはイギリス機械織り製品の 8倍の価格であったが、その優れた品質により顧客を満足させられることを商人が理解したのであった。1904年に大規模な機械織り工場が設立され、エルリングハウゼンとその近隣から約 1,000人が職に就いた。
主要産業のリンネル産業の他に、タバコ製造業にも言及する必要がある。1870年頃、エルリングハウゼンのデトモルダー通りに 4つのタバコ工場があり、120人の労働者が働いていた。エルリングハウゼンにおける社会民主主義の萌芽は、1861年にはすでに 1つの統合されていたタバコ製造労働者の組織を起源とする。エルリングハウゼンが社会民主主義運動の火種となることを官庁は心配し、シェトマールの役人を対応に当たらせた。

### ヴァイマル共和政と国家社会主義
1926年、数十年に及ぶ努力の末、エルリングハウゼンはリッペ自由州議会から都市権を授けられた。
エルリングハウゼンでは、NSDAPは1930年以前には全く重要な存在でなく、その後もこの街は国家社会主義者からは「赤い要塞」（共産主義の牙城）と見なされていた。1933年1月15日のリッペ州議会選挙前にNSDAPは、他の党に大きく凌駕されていたリッペでプロパガンダ活動を行った。選挙運動の終盤には、ヒトラーだけでも10日間で16回もリッペで演説を行った。この結果、選挙では、NSDAPはエルリングハウゼンを除くリッペ全土で多数を占めた。ただ、エルリングハウゼンではSPD 1,014票、NSDAP 751票という結果であった。
その後、エルリングハウゼンでは国家社会主義的なゲルマンカルトが流行した。主唱者はヘルマン・ディークマンであった。1920年代には既に発掘が行われたが、学問的な評価はなされなかった。しかしナチ党の権力掌握後、州政府によってディークマンへの援助がなされ、彼は校長と市議会議員に任命された。その先史時代研究は、ゲルマン人を神聖視するために利用された。これにゲルマン人と国家主義者との同一視が並行してなされた。本市の 900年祭の式典は彼の指揮に委ねられた。
1936年の 10日間におよぶ 900年祭は、国家社会主義者の祝祭の典型的な例であった。この祭典のために特別に書かれた演劇作品「ザクセンの指導者 エルル・バルク」が毎日上演され、エルリングハウゼンから放送された。市内を練り歩くパレードに 25,000人以上が訪れた。また、大臣や国家地方長官が出席し、15,000人以上の前で政治集会が行われた。この祝祭行事とそのための組織化された準備は、国家社会主義思想を民衆に定着させた。
1933年、エルリングハウゼンには約 25人のユダヤ系出身者がいた。医師と商人およびその家族であった。いくつかの家族は数世紀前からここに住みついていた。1938年の排斥運動（「水晶の夜」）の時点で既に多くのユダヤ系エルリングハウゼン住民はこの地を離れており、シナゴーグはユダヤ教会の所有ではなくなっていた。理由は不明だが、水晶の夜にエルリングハウゼンでは暴力事件はおこらなかった。その翌日の夜になってNSDAPの地区グループ指導者と突撃隊隊員がヘルツ家のオフィスやシナゴーグへ向かった。彼らの意図した破壊は阻止された。その建物はすでに市のものであったからである。しかし、ダビデの星が掲げられた塔は、翌日に解体された。残ったユダヤ系住民はリガやミンスクに送致され、そこで死亡した。1941年末にはこの街にユダヤ系住民は存在しなかった。
エルリングハウゼンは第二次世界大戦終戦直前まで、何度かの低空飛行による攻撃を除き、直接的な戦闘行為を免れていた。1944年12月、アルデンヌ攻防戦に伴い、Typ Ju 52輸送機がエルリングハウゼンの飛行場から発進した。1945年2月には、イギリス軍の戦闘機がテンスベルクに墜落した。
戦闘は 1945年春に行われた。1945年4月1日の復活祭の日曜日、アメリカ軍が南からこの街に近づき、アメリカ軍第2機甲師団はシュロス・ホルテやリッパーライエの占領を抵抗されることなく成し遂げた。しかしエルリングハウゼンでは、あるドイツ国防軍中尉がヒトラーユーゲントの一群とともにアメリカ軍の進軍を足止めした。アメリカ軍は砲撃部隊を現在のジュートシュタットの麓、レンスベルクの南 2 - 4 km に配置した。
18時頃、最初の砲撃がなされ、数軒の家屋が炎に包まれた。内市街付近は炎上し、家から家へ激しい戦闘が4月3日まで続いた。75人のドイツ兵、20人のアメリカ兵、5人のエルリングハウゼン市民が死亡した。19:30頃、際限なく続くアメリカ軍の戦車の隊列がベルクシュタットにローラーをかけるように進んでいったと目撃者は証言している。エルリングハウゼン周辺の戦闘による犠牲者は、1945年4月9日に埋葬された。

### 戦後

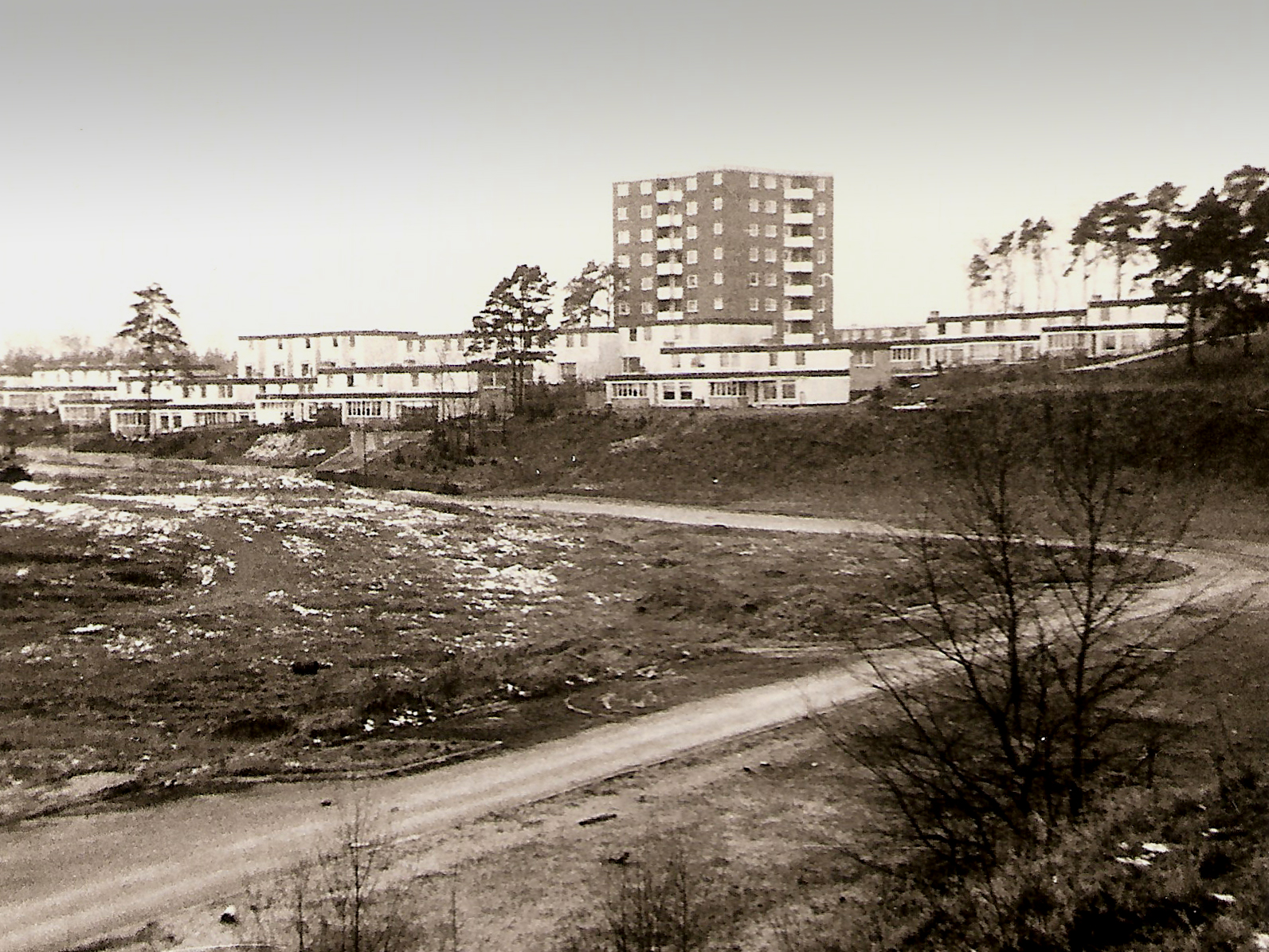
1966年のジュートシュタット

1933年に離職したアウグスト・ロイターは1945年4月7日に市長に再選された。その後数年、絶え間ない人口流入により新たな居住地の建設が速やかに必要となった。それまで使われていなかったベルクシュタットに新たな住宅地が求められた。1958年に市議会はジュートシュタットの建設を決議し、1960年代から住宅建設が始まった。1961年から1968年の間にエルリングハウゼンの人口は約 1,800人増加したが、これは主にジュートシュタットに転入した市民によるものであった。
1964年、ジュートシュタットに 322戸の住居複合体が設けられ、ビーレフェルトに駐屯するイギリス軍兵士の家族が入居した。同時に、ハーネッゲにイギリス陸軍ライン軍団の司令官向けに多くの住宅が建設された。
イギリス軍兵士は1995年7月にこの居住地を引き払い、ディーター・コンレ不動産グループによって「コンレ住宅地」と名付けられた。その住居にはドイツ＝ロシア系強制移住者や様々な国からの移民が住むようになった。その多くは社会的立場の弱い、子沢山の家族であった。所属する国や地域の異なる人々が混じり合っていることで、しばしば衝突が起きたり、動揺が増幅したりした。コンレ住宅地を社会問題と見なすかどうかという問いは、政党間で議論となった。人々は、若年層の交流を奨励し、民族ごとのゲットー形成の危機を回避しようと努めた。AWO-クライスフェアバント・リッペ e.V. は 2000年に公開青少年活動プロジェクトを設け、住宅地内に青少年の交流所を設けた。

### 市町村合併
1841年、リッペのラントゲマインデオートヌング（地方自治体法）により、数軒ずつの農場が統合され、村が形成された。荒れ地（ゼンネ）に「ゼンネ」という名前の村が形成されたが、1927年に「リッパーライエ」と改名された。1957年4月1日、それまで独立した町村であったヴェーレントルプ、マッケンブルーフ、およびヴェレントルプの一部からヘルプープが形成された。
ノルトライン=ヴェストファーレン州の地域再編に伴い、エルリングハウゼン市とリッパーライエおよびヘルプープは1969年1月1日、レムゴー法に従って合併し、新たな都市エルリングハウゼン市が成立した。ヘルプープはこの統合に合意したのだが、リッパーライエは強い抵抗を示した。リッパーライエで行われた住民投票では、90 % 以上の住民が統合計画に反対した。最終的にリッパーライエは合併反対をミュンスターのノルトライン＝ヴェストファーレン州憲法裁判所に訴えた。ここで彼らは、ビーレフェルトへの合併に抵抗していたゼンネシュタットとともに独立した町村を形成することを目指した。この裁判では、ゼンネシュタットの建築家で都市計画家のハンス・ベルンハルト・ライヒョウがリッパーライエの鑑定人を務めた。リッペ協約草案により、リッペ州はノルトライン=ヴェストファーレン州に参加することが規定されており、リッペにおいては緊密な行政共同体の維持を計画しているとして、この訴訟は却下された。

## 住民

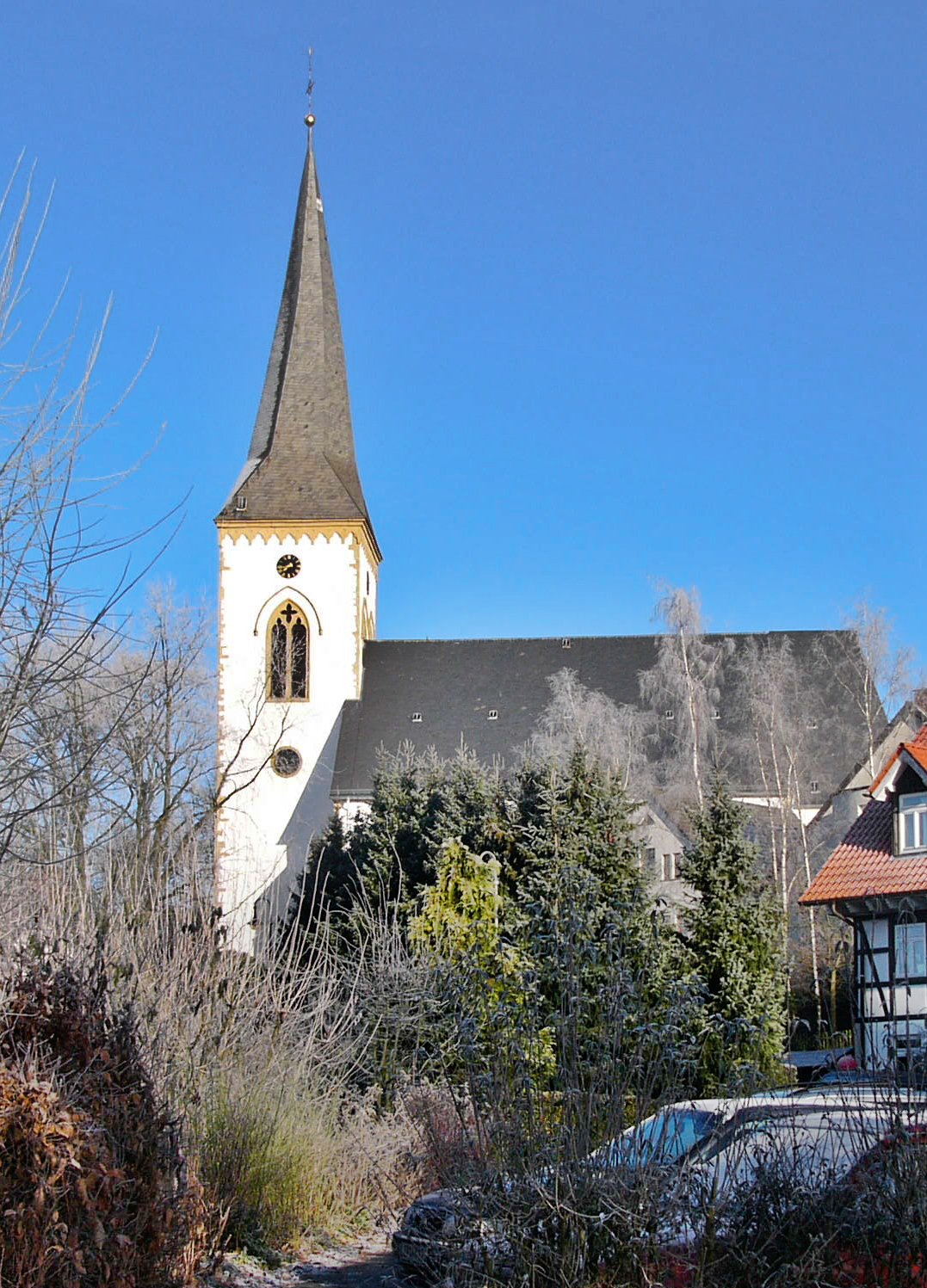
福音主義改革派教区教会アレクサンダー教会

### 宗教
キリスト教組織: エルリングハウゼンは、リッペ西部で最も古い教区所在地であると見なされている。9世紀初めにはすでに最初の教会が建設されていたという点で、歴史家の見解は一致している。リッペの領邦議会は、1538年に新しいルター派の教会法を制定した。エルリングハウゼンは、1540年に新しい教会法が採用した。しかし古くからの聖職者が現役で残っており、当初は礼拝に変化がなかった。エルリングハウゼンでは 1607年に改革派の教義が流布し、シュトゥーケンブロックの住民がエルリングハウゼンの礼拝に参列することはパーダーボルンの司教領主ディートリヒ・フォン・フュルステンベルクによって禁止された。福音主義改革派教会は、1955年時点で全人口の約 85 % にあたる 5,700人の信者を擁していた。1514年に建設された旧市街のアレクサンダー教会、1973年に公開されたジュートシュタットのディートリヒ＝ボンヘッファー＝ハウス、1962年に建設されたリッパーライエの教会、1908年に献堂されたヘルプープの教会が、エルリングハウゼンの福音主義教会に属している。いずれの教会もドイツ福音主義教会リッペ地方教会に属す。
宗教改革後、約 300年間、エルリングハウゼンにはカトリック信者はいなかった。第一次世界大戦後、この街に数人のカトリックの家族が再び住み始め、1923年にシュタインブルーフ通りにアントニウス礼拝堂が建設された。最初の聖職者はキリアン・キルヒホフ神父であったが、1944年に国家社会主義者によって罷免された。第二次世界大戦中にルール地方やラインラントから何百人ものカトリック系の避難民がエルリングハウゼンに流入し、本市に移住した多くのカトリック難民が 1946年に組織したカトリック教会の加盟者は 1952年には 1,100人まで増加した。なすすべもなくアントニウス礼拝堂が倒壊したことは、マルクト通りの聖ミヒャエル教会新設への熱意を呼び起こした。この教会は 1955年に献堂された。現在カトリックの聖ミヒャエル教会組織はエルリングハウゼンの市域とレーオポルツヘーエの町域を管轄している。この教会組織は、約 2,700人の信者を擁しており、パーダーボルン大司教区ビーレフェルト＝リッペ首席司祭区に属している。
この他のエルリングハウゼンのキリスト教会としては、メノ＝ジーモンス＝ヴェークのメノナイトがある。その信者の多くは、独立国家共同体から移住したロシア系ドイツ人からなっている。また、ヘルプープ地区にもう一つのメノナイト兄弟団がある。さらにアドヴェンティストや新使徒派教会の教会組織もある。

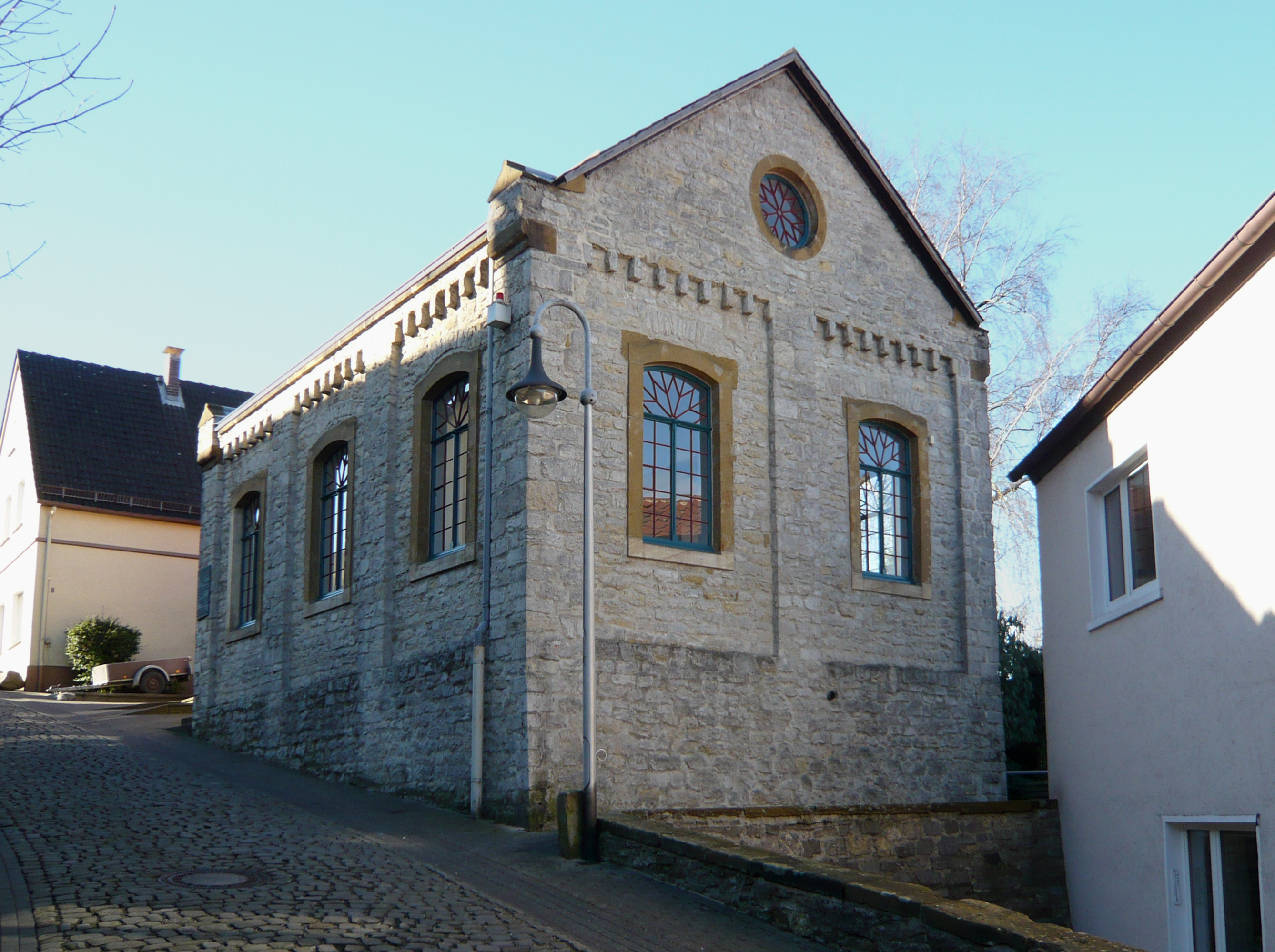
エルリングハウゼンの旧シナゴーグ

ユダヤ教組織: 国家社会主義者による迫害以前、エルリングハウゼンには小さなユダヤ教組織があった。良好な状態で保存されているシナゴーグやテンスベルクの斜面にある小さなユダヤ人墓地がそれを証明している。世紀の変わり目頃からこの街には何組かのユダヤ人家族が住んでいた。たとえば、1930年代に創業 300年を祝った織布商人のジークフリート・ボルンハイムもその一人であるが、彼は1938年8月に娘やその婿とともにハンガリーに移住した。戦後、今日に至るまでユダヤ教組織は形成されていない。
現在の宗教分布を知る手がかりの一つが、学生に対する所属宗教団体の調査である。2006/2007年現在、学生の 61.2 % が福音主義、15.4 % がカトリック、3.0 % がイスラム教に所属した。6.6 % がその他の宗教団体に所属し、無宗教は 13.9 % であった。

### 人口推移
中世のエルリングハウゼンの人口は、おそらく 500人を超えなかった。州全体がそうであるように、七年戦争後になってやっと人口が増加した。1775年から1824年までの間に人口は 775人から 1,430人に増加した。1850年頃にリンネル産業の危機が訪れ、エルリングハウゼンの人口は 1,710人から 1,510人にまで減少した。多くの家族がアメリカ合衆国に移住した。第二次世界大戦後、多くの避難民や旧ドイツ東部領土から放逐された人々がエルリングハウゼンに流入し、1949年から 1960年までの 11年間にエルリングハウゼンに 632戸の新しい住宅が建設された。人口は約 1,300人増加し、ジートシュタットにはさらに 1,800人が新しい家を持った。市町村合併直前のエルリングハウゼンの人口は 7,580人であった。
以下の表に各時点での市域におけるエルリングハウゼン市の人口を示す。市域の変化は、1969年1月1日に本市とヘルプープおよびリッパーライエとの合併によりなされた。
1970年までと1987年の人口は国勢調査によるもので、1975年からの数値は州統計局の公的な統計値である。1975年、1980年、1985年の数値は人口調査の値、1990年以降は1987年の国勢調査の結果に基づく推定値である。

エルリングハウゼンの人口推移

各時点の市域におけるエルリングハウゼンの人口
| 時点          | 人口（人） |
| ------------- | ---------- |
| 1818年        | 1,204      |
| 1824年        | 1,430      |
| 1828年        | 1,544      |
| 1835年        | 1,710      |
| 1841年        | 1,726      |
| 1843年        | 1,786      |
| 1850年        | 1,510      |
| 1852年        | 1,318      |
| 1858年        | 1,411      |
| 1867年12月3日 | 1,552      |
| 1871年12月1日 | 1,568      |

| 時点           | 人口（人） |
| -------------- | ---------- |
| 1885年12月1日  | 1,895      |
| 1895年12月1日  | 2,250      |
| 1905年12月1日  | 2,620      |
| 1919年         | 2,699      |
| 1925年6月16日  | 3,071      |
| 1933年6月16日  | 3,473      |
| 1939年5月17日  | 3.611      |
| 1946年10月29日 | 4,514      |
| 1950年9月13日  | 4,972      |
| 1961年6月6日   | 5,815      |
| 1968年12月31日 | 7,459      |

現在の市域における人口
| 時点           | 人口（人） |
| -------------- | ---------- |
| 1968年12月31日 | 12,839     |
| 1970年5月27日  | 13,276     |
| 1974年6月30日  | 14,292     |
| 1975年12月31日 | 14,474     |
| 1980年12月31日 | 14,751     |
| 1985年12月31日 | 14,738     |
| 1987年5月25日  | 14,757     |
| 1990年12月31日 | 15,689     |

| 時点           | 人口（人） |
| -------------- | ---------- |
| 1995年12月31日 | 17,165     |
| 2000年12月31日 | 17,465     |
| 2005年12月31日 | 17,305     |
| 2007年12月31日 | 16,988     |
| 2012年12月31日 | 16,654     |

## 行政

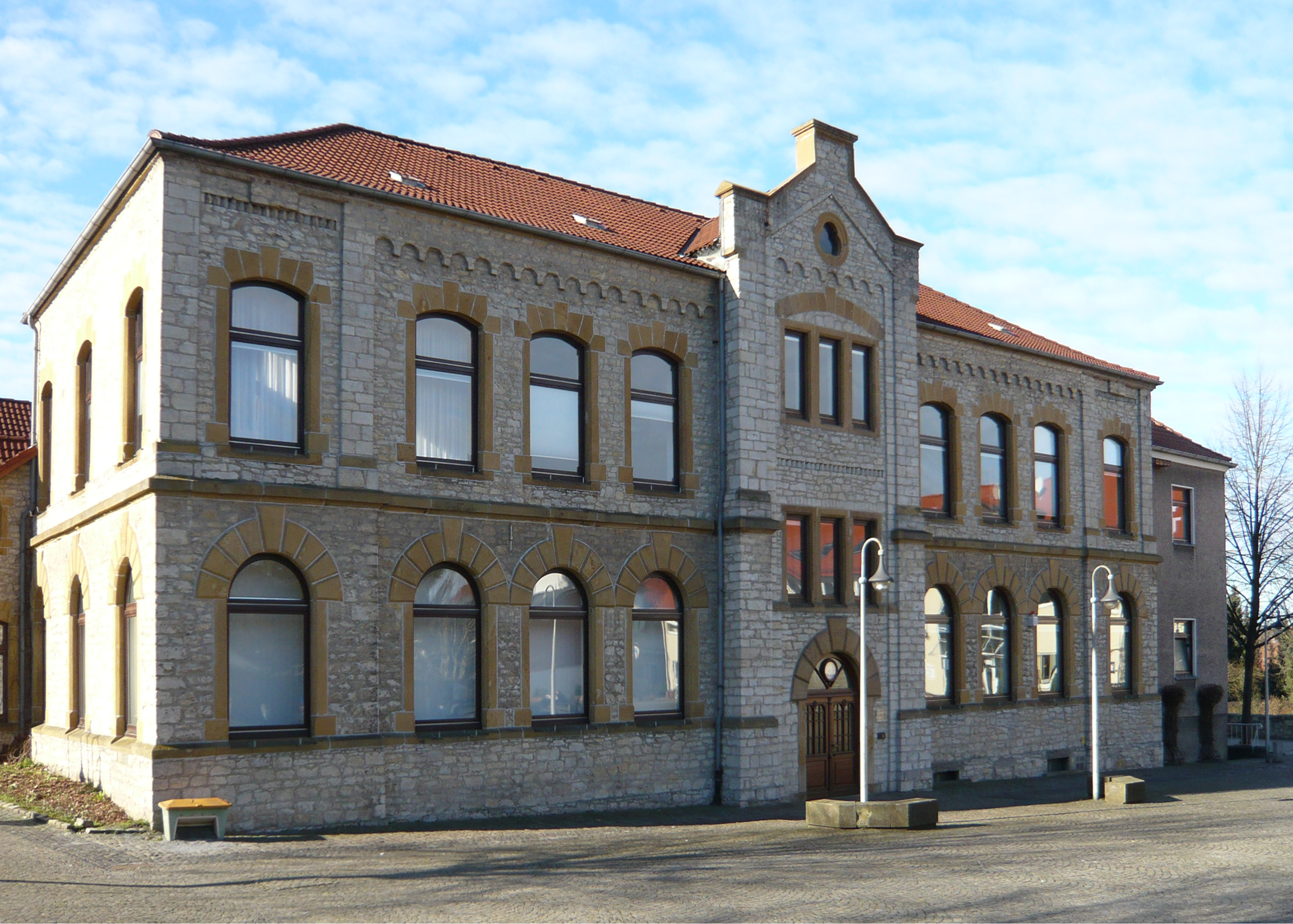
エルリングハウゼン市庁舎

### 市議会
エルリングハウゼンの市議会は、38議席からなる。さらにこれに議長として市長が加わる。

### 首長
この新しい市の初代市長には1926年に自由主義保守系のアウグスト・ロイターが就任した。彼は1933年に国家社会主義者によって公職を逐われた。後任はNSDAPのフリードリヒ・メラーが1945年まで務めた。戦後、1946年にドイツ社会民主党 (SPD) のハインリヒ・クラーマーに交代するまでの短期間ではあるがアウグスト・ロイターが市長に復職した。ハインリヒ・クラーマーは長年にわたり市長を務めて、多大な功績を残した。すなわち破壊された家屋を復興し、ここに何百人もの難民や被放逐民を収容した。市町村合併前最後の市長はハインリヒ・シルトマン (SPD) で1965年1969年まで市長を務めた。注目すべきは合併後最初の選挙におけるFDPの大きな躍進である。この選挙でFDPは第二勢力となり、CDU の支援により、コンラート・ドレックスハーゲ (FDP) が拡張された市の初代市長に就任した。1975年に SPD が再び市議会で多数派を奪回し、エーリヒ・ディークホーフが市長となり、9年間この職に就いた。その後、市長職はホルスト・シュタインキューラー、マルティン・ヴェーバー（ともに SPD）と引き継がれた。
2014年現在の市長はウルズラ・ヘルボルトで1999年からこの職を務めている。それ以前はシュタットディレクトリン（市の事務総長）を務めていた。彼女は無所属であるが、1999年と2004年の選挙で候補者を擁立しなかった CDU の後援を受けた。
現在の市長ディルク・ベッカーは、2015年からこの職にある。
都市権取得後の市長は以下の通りである。
| エルリングハウゼン市長 | エルリングハウゼン市長         | エルリングハウゼン市長 | エルリングハウゼン市長 |
| 任期                   | 氏名                           | 氏名                   | 政党                   |
| ---------------------- | ------------------------------ | ---------------------- | ---------------------- |
| 1926年 – 1933年        | アウグスト・ロイター           | August Reuter          |                        |
| 1933年 – 1945年        | フリードリヒ・メラー           | Friedrich Möller       | NSDAP                  |
| 1945年 – 1946年        | アウグスト・ロイター           | August Reuter          |                        |
| 1946年 – 1965年        | ハインリヒ・クラーマー         | Heinrich Kramer        | SPD                    |
| 1965年 – 1969年        | ハインリヒ・シルトマン         | Heinrich Schildmann    | SPD                    |
| 1969年 – 1975年        | コンラート・ドレックスハーゲ   | Konrad Dreckshage      | FDP                    |
| 1975年 – 1984年        | エーリヒ・ディークホーフ       | Erich Diekhof          | SPD                    |
| 1984年 – 1989年        | ホルスト・シュタインキューラー | Horst Steinkühler      | SPD                    |
| 1989年 – 1999年        | マルティン・ヴェーバー         | Martin Weber           | SPD                    |
| 1999年 - 2015年        | ウルズラ・ヘルボルト           | Dr. Ursula Herbort     | 無所属                 |
| 2015年以降             | ディルク・ベッカー             | Dirk Becker            | SPD                    |

### その他の選挙
州議会議員選挙は第97選挙区（リッペ I）、連邦議会議員選挙は第136選挙区（リッペ I）に属している。

### 紋章
図柄: 赤地に銀色（白）のグライダー。紋章の基部には金色（黄色）の三峰の山。その中に金色（黄色）の蘂と金色（黄色）の萼をもつ赤い五弁のバラ。様式化された飛行機は、この街におけるグライダーの重要な役割を示している。三峰の山は、3つの地区からなることを象徴しており、リッペのバラはリッペ郡に属することを意味している。

旧アムト・エルリングハウゼンの紋章

現行の紋章は 1978年以降使用されているもので、それ以前は都市権を授与された際 1926年に作成された紋章が使われていた。古い紋章のデザインは以下の通り。左右二分割。向かって左は白地にリッペのバラ。向かって右はさらに上下二分割。上部は、黄色と赤で上下に塗り分けられた地色の上にモミの木が描かれている。下部は、やはり黄色と赤で上下に塗り分けられた地色の上にクムストトンネが描かれている。バラはリッペに所属することを象徴している。モミの木は、この街の周辺が夏の避暑地であることの象徴として紋章に組み込まれた。クンストトンネは市の象徴的建造物として採用された。かつての紋章は現在も存在しているが、「白」と「黄色」が隣り合っているのは紋章学上の配色規則に反しているとして、以前から批判を受けている。
さらに本市には幟と旗が規定されている。幟は長軸と平行に黄色 – 白 – 赤に塗り分けられており、上部中央に市の紋章が描かれている。旗は長軸と平行に黄色 – 白 – 赤に塗り分けられており、旗竿より中央に市の紋章が描かれている。

### 姉妹都市
- ヴィレ＝レ＝ナンシー（フランス、ムルト＝エ＝モゼル県）1988年
- アウグストゥスブルク（ドイツ、ザクセン州）1990年
- オスターブルク（ドイツ、ザクセン＝アンハルト州）1991年[43]

エルリングハウゼンの使節団は毎年ヴィレ＝レ＝ナンシーのワイン祭りを訪問しており、フランス側の使節団はエルリングハウゼンの射撃祭を訪れている。

## 文化と見所

### 演劇
エルリングハウゼンでは、1976年から著名な劇団やオーケストラの客演が行われる市の催しが行われている。演劇上演や音楽演奏会は、ニクラス＝ルーマン＝ギムナジウムの講堂で開催される。さらに、シーズン中は劇場バスが月に1度、デトモルト州立劇場まで運行されている。ビーレフェルト市立劇場は公共交通の便が良いが、時々劇場バスが運行される。

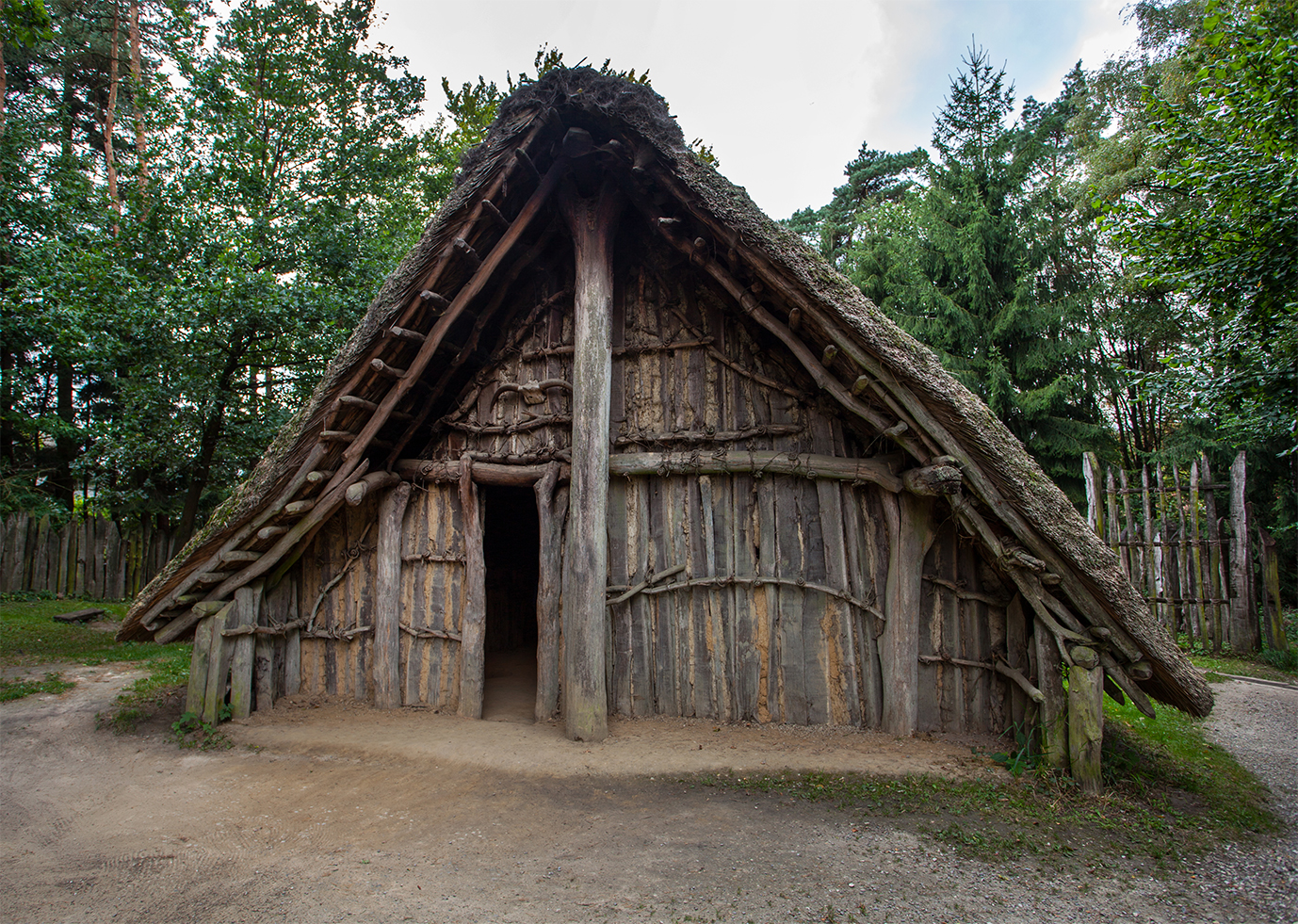
考古学野外博物館の復元された石器時代の長堂

### 博物館
考古学野外博物館は全国的に有名で、約 1.5 ha の敷地に石器時代（旧石器時代のトナカイ狩猟者の小屋）から中世初期の家屋までが復元され、巡回して見学できる。復刻品種改良された中世の野生豚も魅力である。博物館の企画は子供や若者に重点を置いている。ガイドの他に、学校団体客のための博物館教育プログラムがあり、手工業コースや「バイキングの日」などの大がかりなイベントもある。

### 音楽
本市の音楽団としては、2つの福音主義教会合唱団、2つの合唱団、2つのブラスアンサンブルがある。この他の音楽グループには空港合唱団やエルリングハウゼン消防団音楽隊がある。さらに 2校の音楽学校、エルリングハウゼン音楽クラブ、民営エルリー音楽学校がある。エルリングハウゼン青年文化センターは定期的にロック、パンク、ハードロックのコンサートを開催している。過去 40年間に、このイベントには国内外の数多くの音楽グループが出演している。たとえば、Fury in the Slaughterhouse、Trio、Hans-A-Plast、Jupiter Jones、Egotronic、Dritte Wahl、Maserati、Clara Luzia などである。

### 建造物と施設

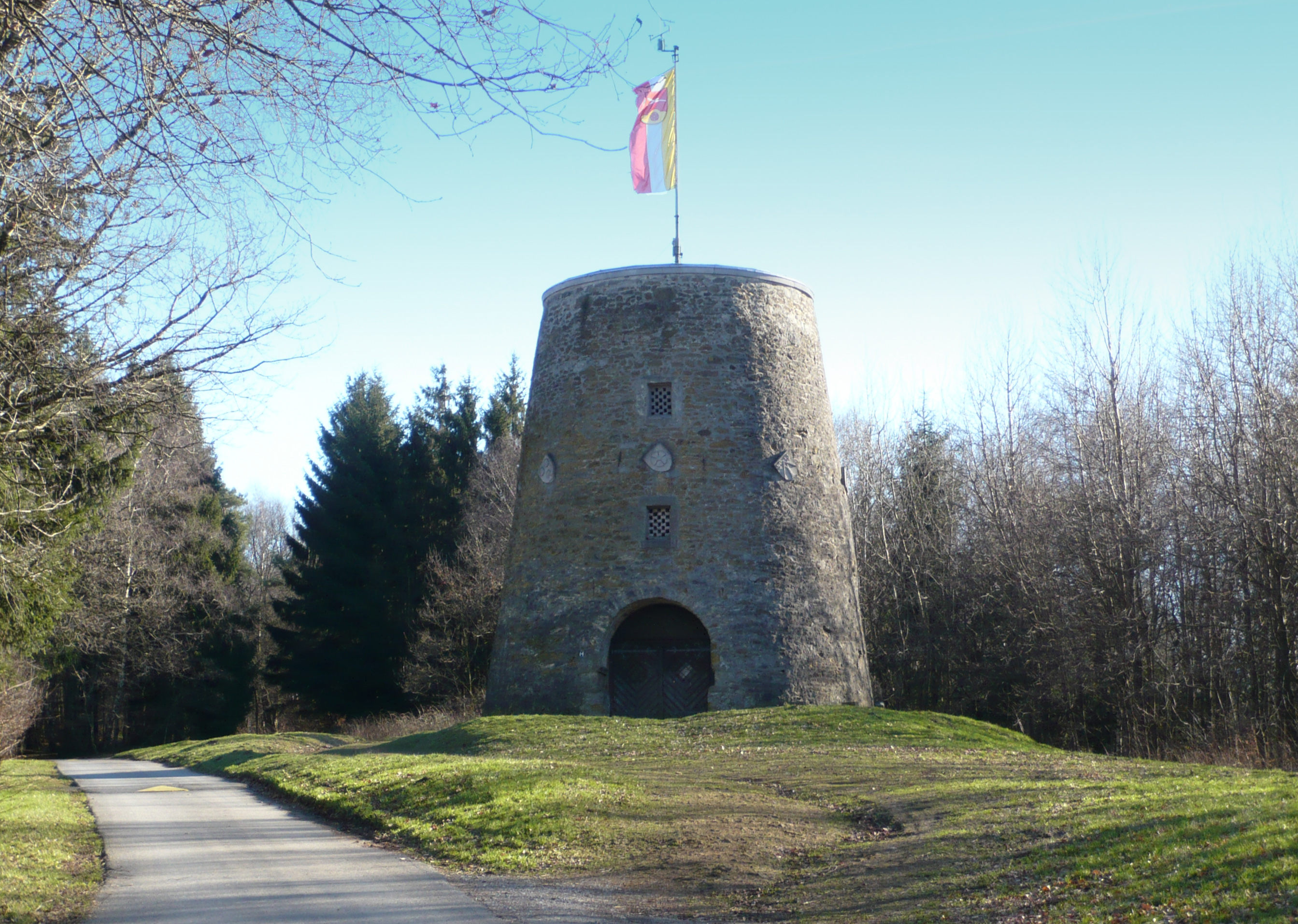
クムストトンネ

福音主義改革派教区教会またはアレクサンダー教会は、フュンフアハテルシュルス構造 (de:Fünfachtelschluss) 三間のハレンキルヘである。現在の建物は火災で大きな被害を受けた後、1511年から1514年に建設された。13世紀前半に建設された先代の建物は側廊の壁や西塔の一部に遺されている。
テンスベルク通り 4番地のエルリングハウゼンのシナゴーグは、19世紀末のどっしりとした扶壁柱で構成された石造建築である。この建物は、この場所に建てられた 3代目の建築であると推測されている。かつてのユダヤ教の会堂は1938年の「水晶の夜」以前にユダヤ教団から売却されており、ほぼオリジナルの形のまま遺されているオストヴェストファーレン＝リッペ地方で数少ないシナゴーグの一つである。この旧シナゴーグは現在、エルリングハウゼン芸術協会によって同時代の絵画や塑像の展示場として利用されている。
旧ユダヤ人墓地は、17世紀末からユダヤ人コミュニティによって墓所として利用されていた。この墓地は、シナゴーグからわずか数メートルだけテンスベルクを登った場所にある。墓地へは石の門を通って入る。そこは17世紀から、比較的大きな規模であったユダヤ人コミュニティの安息所として利用されていた。キヅタで覆われ、風化した墓石には、エルリングハウゼンに住んだ昔のユダヤ人家族の名前がヘブライ文字で刻まれている。
クムストトンネ（直訳すると「酢漬けキャベツの樽」）は風車の基部で、テンスベルクの上 334 m に建ち、遠くからも見られるエルリングハウゼンの象徴的建造物である。この風車は 1751年に建設され、19世紀半ばに嵐によって羽根が破壊された。これ以後、その状態でテンスベルクに遺されており、かつてのエルリングハウゼンの紋章にも描かれていた。
ヒューネン礼拝堂（またはテンス礼拝堂）は、テンスベルクの尾根、遊歩道 A5 の近くにある。中世のザール教会（側廊を持たない単一の広間で構成される教会）である。紀元前４世紀と推定される先史時代の環状土塁（ザクセンラーガー）の内部にあるこの礼拝堂跡は、外壁の一部だけが遺されている。この礼拝堂の役割や建築年代は解っていない。
デトモルト通り 21番地のリヒャルト・ミュラー邸は、1913/1914にフランクフルトの建築家ヘルマン A. E. コプフによって建設された。この3階建ての建築は、モザイクで装飾された階段状の扶壁柱で構成されている。この建物はリフォーム様式に分類されるが、基本的な特性は新古典主義様式の傾向を帯びている。
- エルリングハウゼンの旧ユダヤ人墓地
- ヒューネン礼拝堂跡
- リヒャルト・ミュラー邸

### 公園

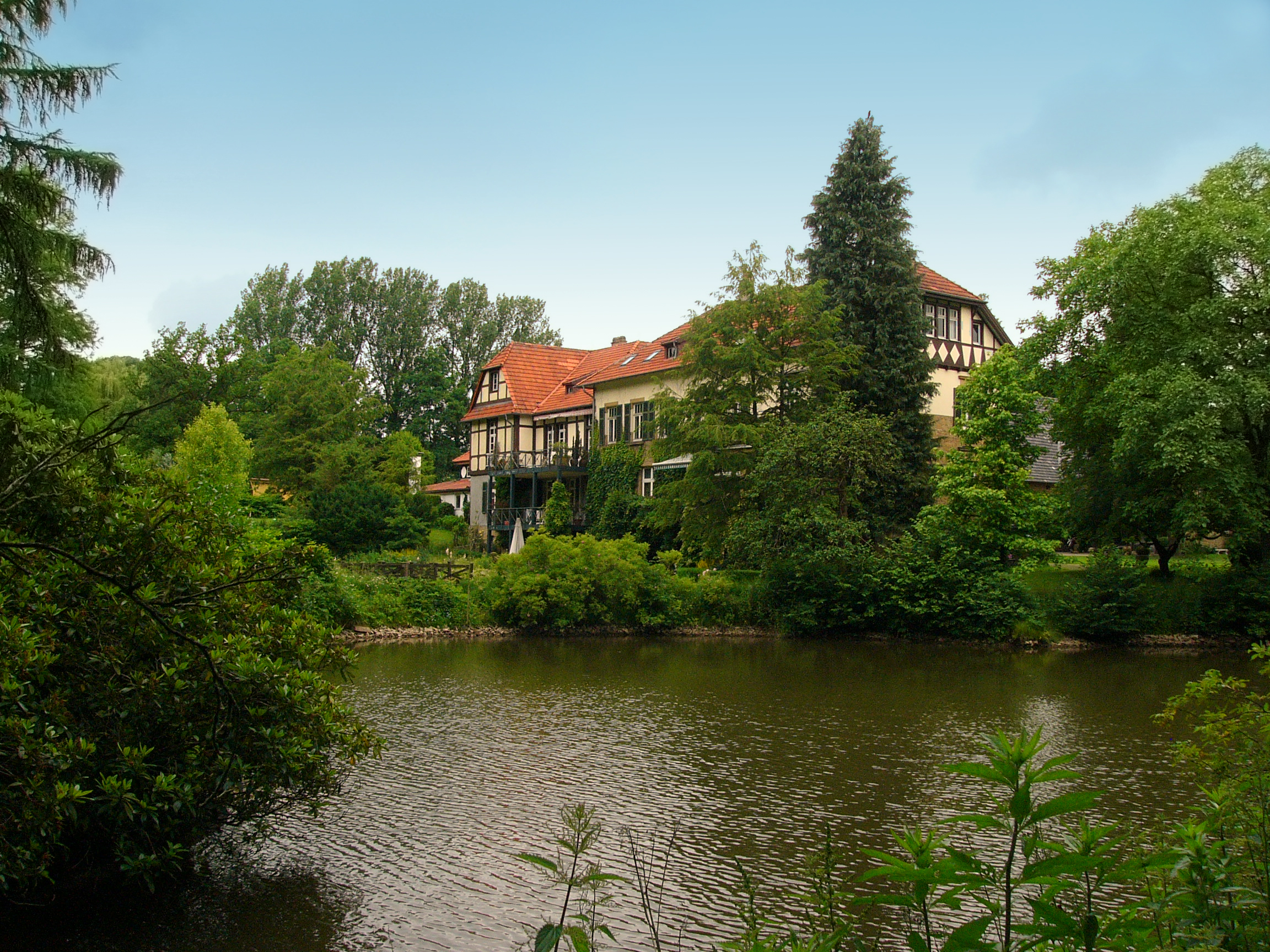
グーツパルク・ニーダーバルクハウゼンの池

広さ約 1 ha のよく手入れされた歴史庭園グーツパルク・メンクハウゼンは、一般に公開されていない。1900年に 2つの池が設けられ、数多くのシャクナゲの他に、メタセコイア、モクレン、アメリカオオモミなどの特色ある植物が植えられている。やがて老朽化した園亭の他に、石造のポンプ小屋や園内の橋が設けられた。20世紀になるといくつかの塑像も設置された。
ヴェーバーパルクは約 2 ha の広さがある。この庭園は私有地である。この庭園は、工場主カール・ダーフィト・ヴェーバーの地所の一部で、1850年から工場主邸に隣接している。

### 自然保護地区
市域には、一部がかかっているものも含めて全部で 7つの自然保護区がある。特に、リッペ郡で 2番目に広い自然保護区である広さ 23 km2 の「エストリッヒャー・トイトブルガー・ヴァルト」の一部がエルリングハウゼンにかかっている。

### スポーツ
最大のスポーツクラブは TSV エルリングハウゼンで、サッカー、ハンドボール、バスケットボール、バレーボール、陸上競技、器械体操、テニス、柔術、徒手体操/ダンスの部門がある。この他のクラブとしては、TuS リッパーライエ、TuS ヘルプープがある。これらのクラブは、4つの運動場、7つの体育館を使って活動している。
ユニークなスポーツ種目もある。たとえば、LGエルリングハウゼン（ランニング）、DLRG エルリングハウゼン（水泳、ライフセービング）、ゼーゲルフルークフェライン・エルリングハウゼン（グライダー、モーターグライダー、超軽量動力機、ラジコン模型航空機）、TC アクアティカ e.V.（スクーバダイビングとフリーダイビング）である。

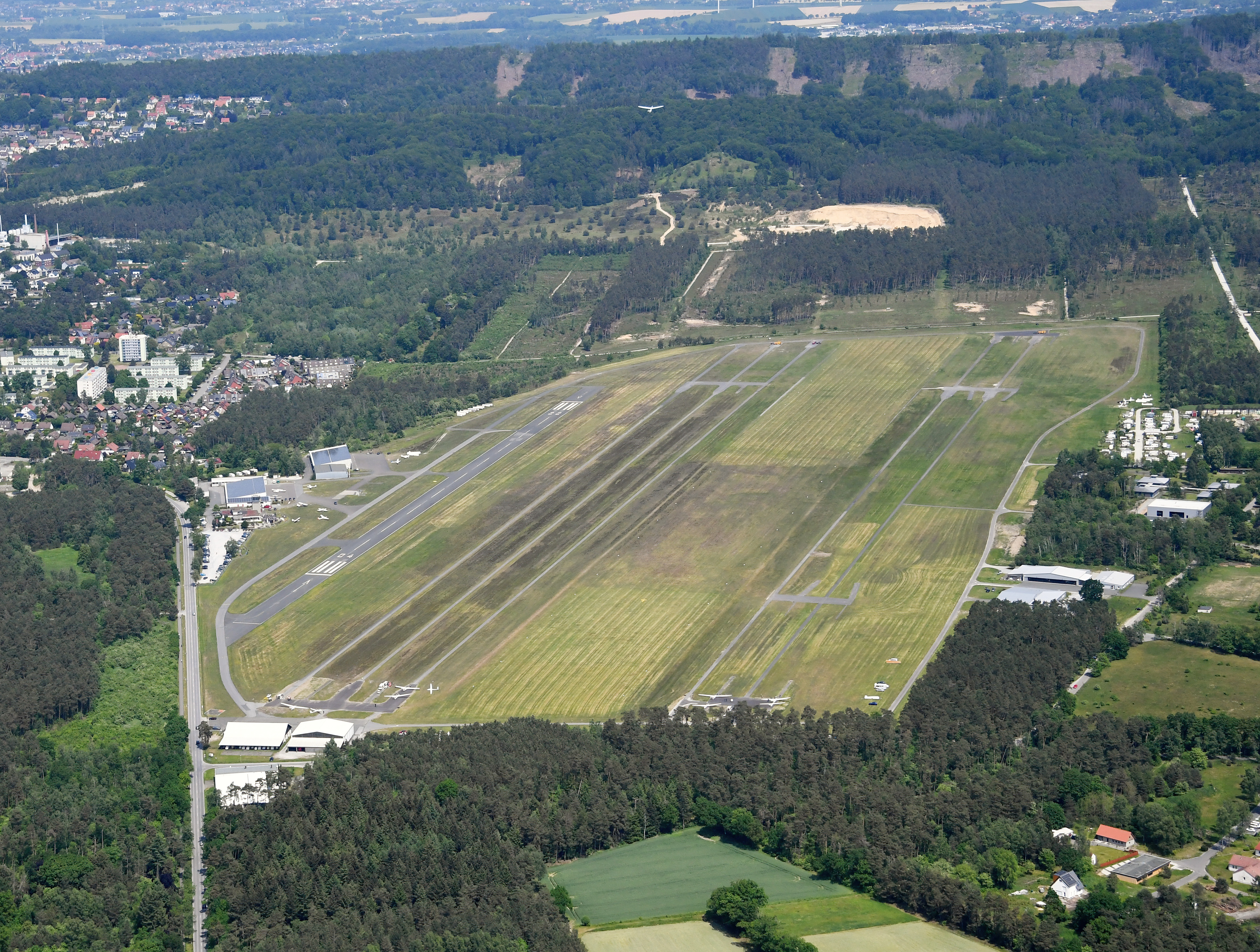
エルリングハウゼン飛行場の航空写真

#### グライダー飛行場
エルリングハウゼン・グライダー飛行場は、市の中心部から約 3 km 南に位置している。年間約 25,000回の離着陸数は、グライダー飛行場の発着数として世界最高レベルにある。フルークプラッツゲマインデ e.V.（飛行場法人）が所有する飛行場の面積は約 65 ha である。エルリングハウゼン飛行場は、フライトシーズン（3月から10月まで）には人気のフライト目的となる。飛行場に面した国際滑空学校では、飛行士養成教育や飛行士継続教育といった教育課程が実施されている。グライダーの他に、モーターグライダー、超軽量動力機、ラジコン模型航空機、ハンググライダー、パラグライダー、熱気球もこの飛行場から離陸している。

### 年中行事

#### ヘルマンスレース
ヘルマン記念碑からビーレフェルトまで約 31 km のヘルマンレースは、テンスベルクを超え、エルリングハウゼン内市街を通るコースで行われる。これに合わせて、市内のコース沿いで市民祭が行われ、多くの観客が喝采でランナーを後押しする。毎年 4月の最終日曜日に 7,000人以上の選手が山を越え、トイトブルクの森の尾根伝いの小径を通る厳しいコースに挑む。

#### 射撃祭
7月の第1週末に、エルリングハウゼンの伝統的な射撃祭が開催される。エルリングハウザー・シュッツェンゲゼルシャフト・フォン 1590 は、オストヴェストファーレン＝リッペで最も古い射撃協会で、初めは敵の攻撃や無法者から住民を護ることを任務としていた。毎年の射撃祭はシュタインビュルトの射撃広場で開催され、3日間にわたって祝祭が行われる。

#### クリスマスマーケット
内市街で第2アドヴェントの週末に開催されるクリスマスマーケットは広く知られている。主催者は、交通・美化協会である。商業的な出店者の他に、地元の事業家、サークル、学校、そのたのグループが屋台や展示スペースを設けている。収益の一部はエルリングハウゼンでの社会公益的な目的のために寄付される。

## 経済と社会資本

### 交通

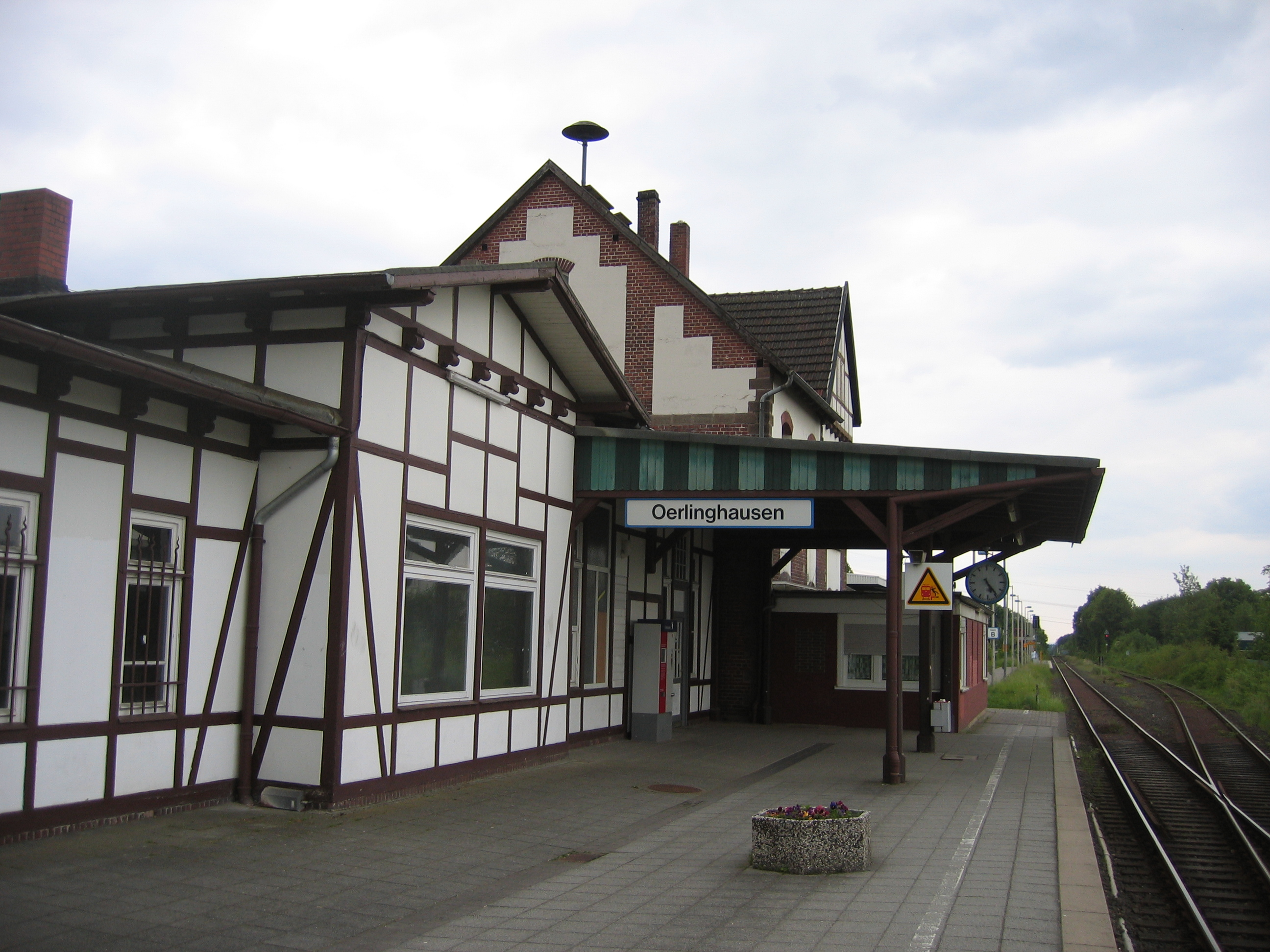
エルリングハウゼン駅

#### 鉄道とバス
エルリングハウゼン市内には、ヘルプープ地区に鉄道 RB 73「デア・リッパーレンダー」号の停車駅がある。しかし本市にとってより重要な駅は、隣接するレーオポルツヘーエのアーゼミッセン地区にある。この「エルリングハウゼン駅」と呼ばれるベルクタール鉄道の古い駅は、バス路線 39号線（エルリングハウゼン・ミッテ – ジュートシュタット）の終点である。この駅には、平日は 1時間ごと、日曜日は 2時間ごとに RE 82「デア・ライネヴェーバー」号（アルテンベーケン）– デトモルト – ラーゲ – ビーレフェルトおよび RB 73号レムゴー – ラーゲ – ビーレフェルトの列車が運行している。
RE 82号の旅客鉄道はノルトヴェストバーンが、RB 73号はオイロバーンが、ボンバルディア・タレント型のディーゼル列車を用いて運行している。
旅客道路交通では、ビーレフェルト、ラーゲ、シュトゥーケンブロック、バート・ザルツウフレン行きのバス路線がある。
いずれの旅客交通も「デア・ゼクサー」地域連盟に属しており、NRW運賃が適用される。

#### 道路
エルリングハウゼン（中心市街）は、アウトバーン A2号線から約 8 km、A33号線から約 6 km の距離にある。1998年にバイパス道路としてトンネルを通る道路（州道 L751n号線）が建設された。この道路は、長さ 492 m のトンネルを通って、中心街の西に位置するメンクハウザーベルクを抜けて、中心街の交通量を軽減している。

#### 航空
エルリングハウゼン特殊飛行場は、主にグライダーが利用している。交通飛行場とは異なり、この特殊飛行場は出資者だけが利用できるが、第三者も要請によって離着陸できる。最寄りの国際空港はパーダーボルン/リップシュタット空港（エルリングハウゼンから南に約 50 km）であり、アウトバーン A33号線でアクセスできる。

### メディア
リッペ郡の地方紙として「リッピシェ・ランデス＝ツァイトゥング」と、エルリングハウゼンに特化した「ノイエ・ヴェストフェリシェ」の地方版が刊行されている。リッピシェ・ルントシャウは、2004年末に廃刊となった。無料紙の「リッペ・アクトゥエル」は週に2回配布されている。同じく週2回のリズムで交通・美化協会の「ミットタイルングスブラット・フュア・ヘルプープ」が刊行されている。
初期には「エルリングハウザー・マイレ」のタイトルで刊行されていた「トイトブルガー・マイレ」は、月刊のフリーペーパーである。「エルリングハウザー・アンツァイガー」は週刊の市の無料広報紙であり、「エルリングハウザー・ブラット」は14日ごとに刊行されている。
エルリングハウゼンは、ローカルラジオ局のラジオ・リッペの放送地域に含まれている。

### 公共機関
テンスベルクの斜面という剥き出しの立地にあるため、過去数世紀の間、水の供給は住民にとって常に問題となっていた。エルリングハウゼンで最初の泉はアレクサンダー教会の近くに設けられた。後に、ジーモンス広場周辺に多くの泉が建設された。それらは、現在ではほぼ完全に無くなっており、識別できるのはプファル通りの泉と民家の中庭にある泉の 2つだけである。エルリングハウゼンの住民は、泉が凍る冬や、乾燥する夏のような日には、水を得るために遠くまで行かなければならないのが普通であった。1800年以後、多くの住民が木製の水道管によって水源から水を調達するようになった。1814年から1824年までの間、テンスベルクの地下で石炭の探索がなされ、その結果水源が涸れた。人口増加により、十分な水の供給が急務となった。1850年頃、住民たちは、カルダーベルクの水源からジーモンス広場まで木製水道管で水を導いた。この水道管は「ピーペン」と呼ばれ、オークの木で造られた。エルリングハウゼンの通りにはこの水道管にちなんだ「ピーパーヴェーク」や「ピーペンブリンク」という名がつけられている。しかし、この水道管だけではエルリングハウゼンの水需要を満たすことはできず、さらに 3つの防火水槽を満たし、リンネルの漂白を行うために大量の水が必要であった。1911年の春から夏のひどい干魃の際には、1家族あたりバケツ2杯の水が配給された。これにより、町議会はようやく上水道の建設を決議し、建設に取りかかった。95,000ライヒスマルクを費やして建設された新たな上水道は1912年から稼働を始めた。この施設では、ザウガスモーターを用いて、ショプケ川（メンケバッハ川）から125立方メートルの容量を持つテンスベルクの高架水槽へ水を汲み上げていた。1930年代の初めまでにこの高架水槽は 2倍の大きさに拡張された。
エルリングハウゼン都市施設は現在、近代的な上水道システムを有しており、年間100万立方メートルの水を供給している。ショプケ、ゼンネ、ヴィスティングハウザー・ゼンネ、ヘルプープの4箇所の浄水施設と約 4,500本の屋内配管を含む全長 128.9 km 以上の水道管が設けられている。エルリングハウゼン都市施設は、4,250立方メートルの水を高架水槽に貯水することができる。
エルリングハウゼン市都市施設は、電気、ガス、熱、水の総合供給者である。都市施設が供給する電力の 29%が原子力、24%が化石燃料、22%が環境に配慮したコジェネレーション（化石燃料ベース）、25%が再生可能エネルギーである。1994年からエルリングハウゼン都市施設は廃水の最浄化を行っている。1998年には公共近郊旅客交通の運営部門が設立された。2006年に市立プールが委譲された。エルリングハウゼン都市施設は、エルリングハウゼンでヴァルトフライバート（直訳すると「森の野外プール」）を運営している。冬期にはヘルプープの屋内プールがオープンする。

### 病院
エルリングハウゼンには、中毒患者のリハビリ専門病院であるヘルヴェーク＝クリニーク。この病院は、病床数120で主にアルコール依存症および薬物依存症患者の治療にあたっている。この病院はビーレフェルトの福音主義ヨハネスヴェルケス連盟に属している。1993年以降エルリングハウゼンには整形外科および静脈学の専門病院ヴェノーメト＝クリニークがある。

### 教育

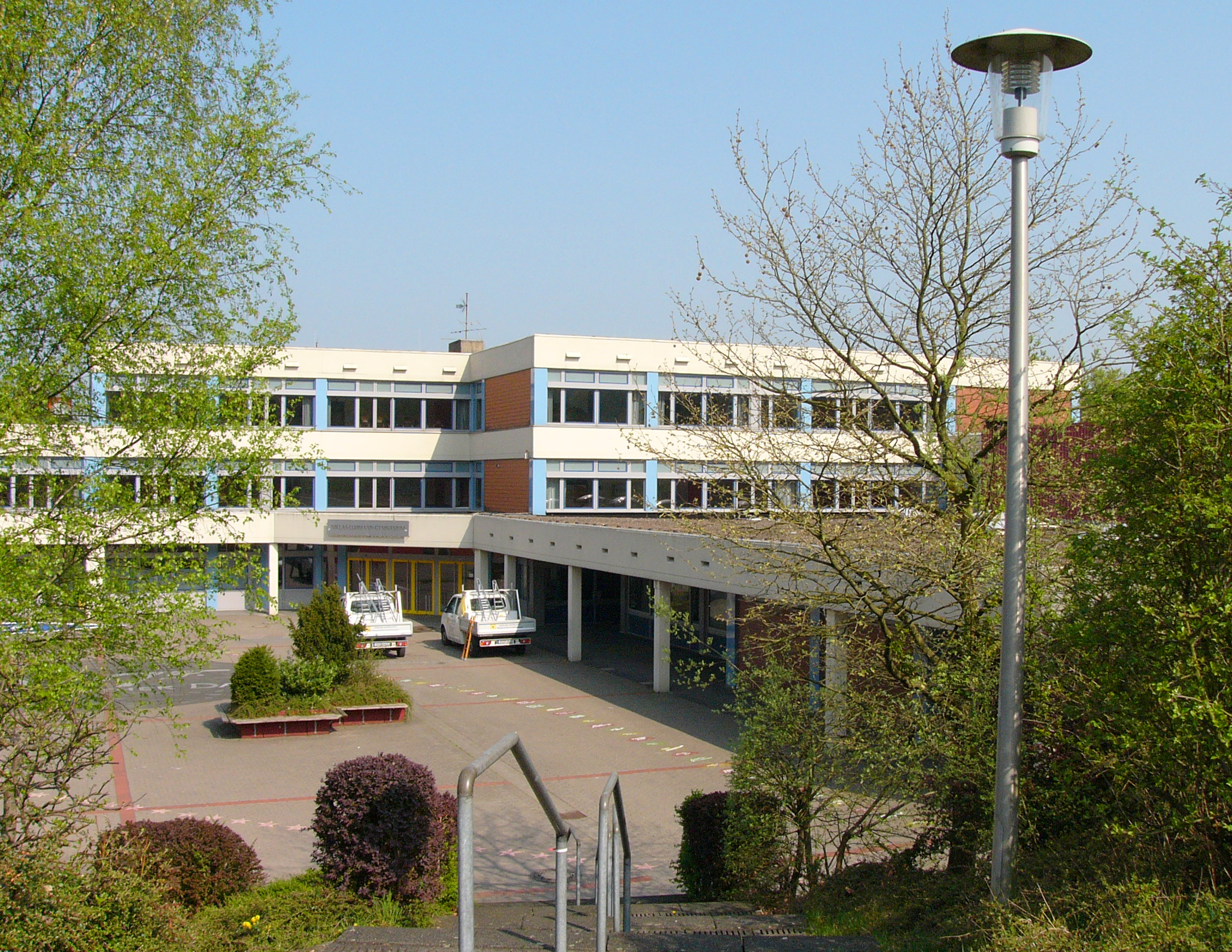
ニクラス＝ルーマン・ギムナジウム

本市は、2校の基礎課程学校、1校の複合型本課程・実科学校と 1校のギムナジウムを運営している。すなわち、リッパーライエ＝ジュートシュタット基礎課程学校、ヘルプープ基礎課程学校、ハインツ・ジールマン本課程・実科学校、ニクラス＝ルーマン・ギムナジウムである。リッパーライエとジュートシュタットの基礎課程学校は2008年までは個別に存在していたが、それ以後は2つのキャンパスを持つ基礎課程学校連合として運営されている。エルリングハウゼン養護学校は、2011年からラーゲのアルベルト＝シュヴァイツァー＝シューレの分校となった最寄りの総合学校は、レーオポルツヘーエのフェリックス＝フェーヒェンバッハ総合学校である。
公民館に教室を持つリッペ＝ヴェスト市民大学と郷土市民大学ヘドヴィヒス＝ハウス e.V. は市民教育のコースを開設している。ムジクス協会 e.V. は障害者に音楽を奨励するための研究所を有している。幼児教育では、8つの幼稚園があり、このうち 2園はファミリーセンターに認定されている。経営母体は AWO、DRK（各 2園）、福音主義教会（3園）、カトリック教会（1園）である。
エルリングハウゼン市立図書館は公民館内にある。
エルリングハウゼンのギムナジウムは、校長のフリードリヒ・マールマンが著作『ペスタロッツィの後継者』を出版したことでディー・ツァイト紙やフォーカス紙といった全国紙の見出しとなり、あるいは西部ドイツ放送 (WDR) の報道された。この著作の中では、架空の都市ローデンブルクとエルリングハウゼンとを明らかに重ね合わせながら、学校の日常が風刺されている。小説の登場人物であると見なされた元教師から、補償と出版差し止めの訴えが起こされた。この裁判はカールスルーエの連邦憲法裁判所の最終審議まで行われ、結局訴えは退けられた。

### 地元企業
リンネル産業やタバコ産業が衰退した後、エルリングハウゼンでは家具産業が発展した。また、多くのエルリングハウゼンの労働者が、隣接するビーレフェルトに仕事があり、通勤労働者として生計を立てている。第二次世界大戦後、エルリングハウゼンには安価な土地があったため、ビーレフェルトの大企業は工場の一部をエルリングハウゼンに移転した。たとえばグントラハ、ハニング＆カール、少し遅れてエトカーなどである。
エルリングハウゼンには約 700社の企業があり、その大部分が中小企業である。エルリングハウゼンの重要な企業としては以下のものがある。

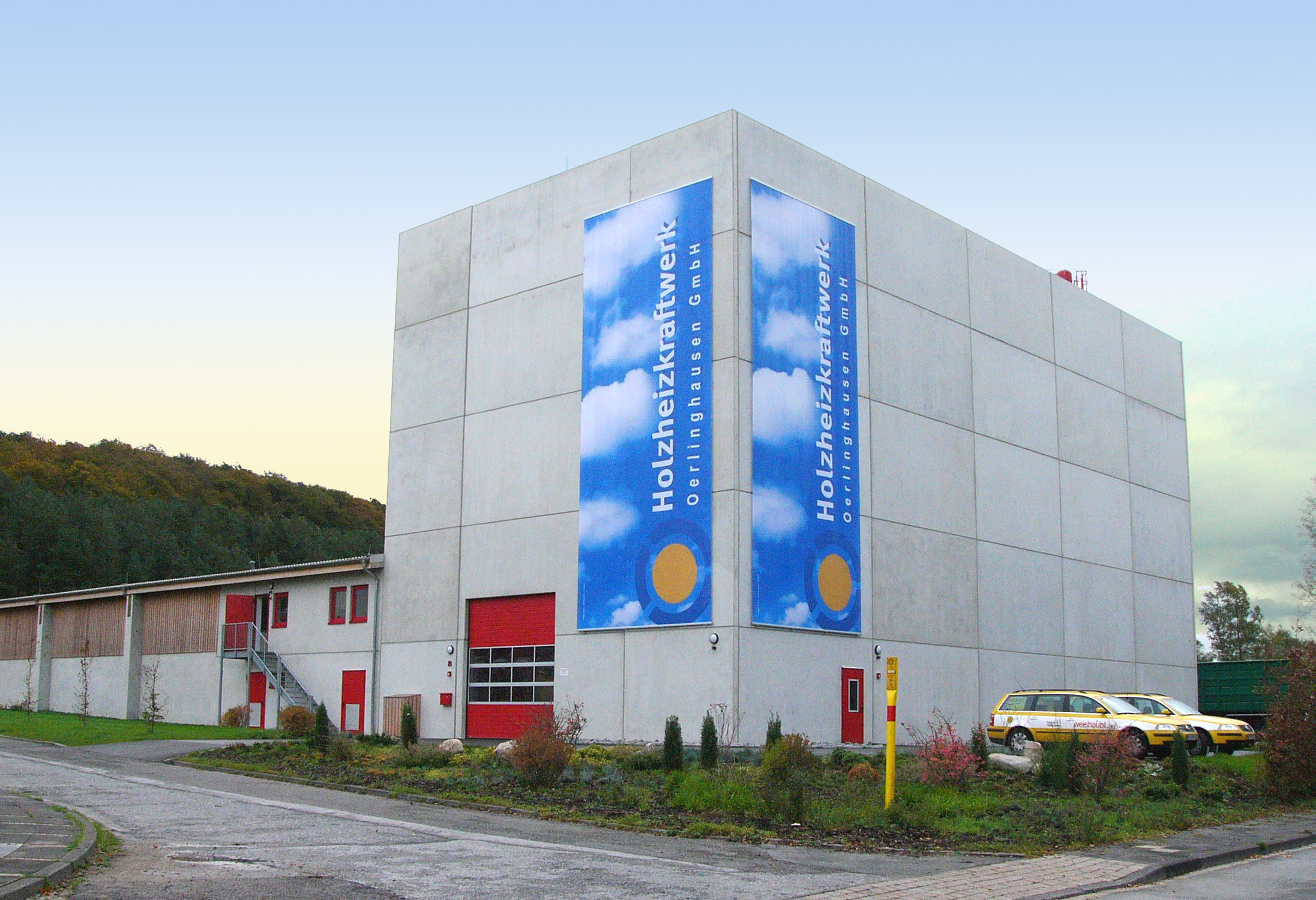
エルリングハウゼン木質バイオマス発電所

- ハニング＆カール GmbH & Co. KG: 1898年にアドルフ・ハニングとヴィルヘルム・カールによって設立されたこの会社は、約 300人の従業員が主に鉄道車両用安全システムを製造している。国家社会主義の時代には、当時はまだビーレフェルトにあったのだが、強制労働も行われていた。
- ハニング・エレクトロ＝ヴェルケ GmbH & Co. KG: アドルフ・ハニングの息子ローベルト・ハニングによって1947年に設立された。この会社は、駆動装置の分野の製造を行っており、エルリングハウゼンの他 4つの事業所合わせて約 1,400人の従業員を擁している。
- イスラ・ヴィジョン AG: 1959年にフェルトミューレ企業連合の一つとしてエルリングハウゼンにゾルティールマシーネン GmbH が創設された。フェルトミューレの再編に伴い、2004年にこれから独立したラゾール AG は2004年に株式会社イスラ・ヴィジョンとして上場された。
- ドクトール・アウグスト・エトカー食品 KG: エトカーグループの中核企業ドクトール・アウグスト・エトカー・ナールングスミッテル KG はエルリングハウゼンに工場を持っており、主にミューズリーやミックスパウダーを生産している。
- グントラハ包装 GmbH: グントラハ・ホールディング（印刷・出版業）は1995年からオフセット印刷や凹版印刷により包装資材を製造しており、エルリングハンゼンで約 400人を雇用している。
- エルリングハウゼン都市施設 GmbH: この都市施設は電気、ガス、熱、水を供給し、廃水処理や公共旅客交通の運営を担っている。2005年に新しい木質バイオマス発電所を稼働させた。この発電所ではバイオマスを燃焼させて 800戸から 1,000戸の電力を発電している[57]。

## 人物

### 出身者

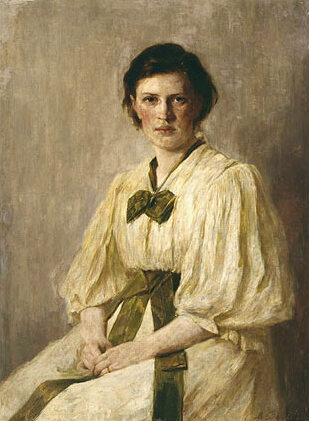
マリアンネ・ヴェーバー

- フリードリヒ・ベデーカー（ドイツ語版、英語版）（1867年 - 1937年）サボテン研究家
- マリアンネ・ヴェーバー（ドイツ語版、英語版）（旧姓 シュニットガー）（1870年 - 1954年）フェミニズム運動家、歴史家

マリアンネ・ヴェーバーは1870年8月2日にエルリングハウゼンで生まれた。彼女はドイツのフェミニズム運動家であり、社会学者、法制史学者である。1837年に幼くして母親を亡くした後、彼女は父親とともにレムゴーに転居し、女学校で学んだ。この学校は後に彼女にちなんでマリアンネ＝ヴェーバー＝ギムナジウムと改名された。1893年に社会学者であるマックス・ヴェーバーと結婚した。1894年からフェミニズム運動に参加し、1919年から1923年までドイツ婦人協会連盟 (BDF) の代表を務めた。1922年ハイデルベルク大学は彼女に法学の名誉博士号を授与した。これはドイツ初の女性法学名誉博士号であった。彼女は1954年3月12日にハイデルベルクで亡くなった。
1878年にエルリングハウゼンで生まれたカール・ボーベは、近代的な郵便番号システムの創設者である。彼は学校卒業後、親の家具工房で働いた。第一次世界大戦では兵士として召集された。その直後に平和主義的な言動のために拘留されたが、戦争終結前に釈放された。その後、製造工程の最適化に関する著述を公刊した。彼は1917年に「迅速な郵便配達のための組織スキーマ」を開発した。カール・ボーベは1947年2月5日にビーレフェルトで亡くなった。
作曲家、オルガニスト、音楽教授のローラント・プレーガーは1928年にエルリングハウゼンで生まれた。1949年から1954年までデトモルトの音楽大学で学び、後にフランクフルト・アム・マインで哲学を修めた。数年間フリーの作曲家・音楽評論家としてハンブルクで活動した後、1963年にリューベック音楽大学の教員となった。1974年にはこの大学の音楽教育研究所の指導者に任命され、1980年に教授に任命された。1981年から1988年までリューベック音楽大学の副学長を務めた。プレーガーは2004年12月21日にリューベックで逝去した。

### ゆかりの人物
- ニクラス・ルーマン（1927年 - 1998年）社会学者。エルリングハウゼンで亡くなった。市立ギムナジウムは彼の名前を冠している。

## 引用
1. ↑  Bevölkerung der Gemeinden Nordrhein-Westfalens am 31. Dezember 2023 – Fortschreibung des Bevölkerungsstandes auf Basis des Zensus vom 9. Mai 2011
2. ↑  Max Mangold, ed (2005). Duden, Aussprachewörterbuch (6 ed.). Dudenverl. p. 593. ISBN 978-3-411-04066-7
3. ↑  Martin Bünermann: Die Gemeinden des ersten Neugliederungsprogramms in Nordrhein-Westfalen. Deutscher Gemeindeverlag, Köln 1970, p. 68.
4. ↑  Geowissenschaftliche Gemeindebeschreibungen NRW - Oerlinghausen（2014年8月17日 閲覧）
5. ↑  Claus-Peter Hutter (Hrsg.): Senne und Teutoburger Wald. Weitbrecht Verlag, 2003, ISBN 3-522-72091-1.
6. ↑  Erdwärme nutzen: Geothermiestudie liefert Planungsgrundlage（2014年8月17日 閲覧）
7. 1 2  Stadt Oerlinghausen: Stadt Oerlinghausen: Kurzinformationen（2014年8月17日 閲覧）
8. ↑  ノルトライン＝ヴェストファーレン州情報・技術局: Kommunalprofil Oerlinghausen（2014年8月17日 閲覧）
9. 1 2  Hauptsatzung der Stadt Oerlinghausen（2014年8月17日 閲覧）
10. 1 2  Hans Sprenger, Bruno Hunke: Vorwerk Orlinchusen. In: Heimatland Lippe. 79. Jahrgang, 1986, pp. 140–143.
11. ↑  Wilhelm Rinne: Landeskunde Nordrhein-Westfalen. Band Lippe, Kapitel Oerlinghausen. Verlag Ferdinand Schöningh, Paderborn 1993, ISBN 3-506-76111-0.
12. ↑  Susanne Lahr: Ein frischer Blick zurück, Neue Westfälische 2010年8月11日付け（2014年8月18日 閲覧）
13. 1 2 3  Ernst Fleischhack: Oerlinghausen und die Landesherrschaft in alter Zeit. In: Stadt Oerlinghausen: Oerlinghausen. Geschichte und Geschichten. Oerlinghausen 1984.
14. 1 2  Anna-Elisabeth Kätzner-Zapfe: Zur Kirchengeschichte Oerlinghausens. In: Stadt Oerlinghausen: Oerlinghausen. Geschichte und Geschichten. Oerlinghausen 1984.
15. ↑  Ernst Fleischhack: Die Zeit des Dreißigjährigen Krieges. In: Stadt Oerlinghausen: Oerlinghausen. Geschichte und Geschichten. Oerlinghausen 1984.
16. 1 2  Ernst Fleischhack: Oerlinghausen im Zeitalter des Absolutismus und der Aufklärung. In: Stadt Oerlinghausen: Oerlinghausen. Geschichte und Geschichten. Oerlinghausen 1984.
17. 1 2  Ernst Maoro: Revolution und Sozialismus in Oerlinghausen. In: Stadt Oerlinghausen: Oerlinghausen. Geschichte und Geschichten. Oerlinghausen 1984.
18. ↑  Dieter Burkamp: Es geht nichts über Leinen. In: Stadt Oerlinghausen: Oerlinghausen. Geschichte und Geschichten. Oerlinghausen 1984.
19. ↑  Werner Höltke: „Ihr Raucher, wollt Ihr solches Glück …. Die Tabakgasse erinnert in Oerlinghausen an die Zigarrenindustrie.“ In: Der Minden-Ravensberger. 77. Jahrgang. 2005, pp. 147–150.
20. ↑  Dieter Burkamp: Die Wiege der Sozialdemokratie stand bei den Zigarrenmachern. In: Stadt Oerlinghausen: Oerlinghausen. Geschichte und Geschichten. Oerlinghausen 1984.
21. ↑  Uwe Gartenschlaeger, Jürgen Hartmann, Hans-Christoph Seidel: Eine rote Festung wird erobert – Der Nationalsozialismus in Oerlinghausen. Oerlinghausen 1986.
22. 1 2  Dieter Burkamp: Die Flucht der Juden aus ihrer Heimat. In: Stadt Oerlinghausen: Oerlinghausen. Geschichte und Geschichten. Oerlinghausen 1984.
23. ↑  Jürgen Hartmann: "… da sie uns hier nicht mehr länger haben wollen". Die Verfolgung jüdischer Mitbürger in Oerlinghausen 1933–1941. In: Lippische Mitteilungen aus Geschichte und Landeskunde. 57. Jahrgang, 1988, pp. 343–363.
24. ↑  Stadt Oerlinghausen: Die Geschichte der Oerlinghauser Synagoge von 1803 bis 1995. heka-Verlag, 1995.
25. ↑  Manfred Suska: "Jede Menge Soldaten in Kampfanzügen". Die Rolle Oerlinghausens beim Fallschirmjägereinsatz während der Ardennenoffensive im Dezember 1944. In: Heimatland Lippe. 96. Jahrgang, 2003, pp. 171–174.
26. ↑  Werner Höltke: Der Tod am Tönsberg. Britische Flieger starben 1945 bei Oerlinghausen. In: Der Minden-Ravensberger. 78. Jahrgang, 2006, pp. 51–54.
27. ↑  Dieter Burkamp: Ostern 1945: Als die Stadt erobert wurde. In: Stadt Oerlinghausen: Oerlinghausen. Geschichte und Geschichten. Oerlinghausen 1984.
28. ↑  Fritz Soll: Kriegsende und Kampfhandlungen in Oerlinghausen. In: Heimatland Lippe. 94. Jahrgang, 2001, pp. 49–51.
29. ↑  Dieter Burkamp: Mit August Reuter begann der Wiederaufbau. In: Stadt Oerlinghausen: Oerlinghausen. Geschichte und Geschichten. Oerlinghausen 1984.
30. ↑  § 1 Gesetz zur Neugliederung des Landkreises Lemgo vom 5. November 1968（2014年8月26日 閲覧）
31. ↑  Georg Joseph Rosenkranz: Die Stuckenbrocker Senne. In: Zeitschrift für vaterländische Geschichte und Altertumskunde. Band 11 (1849).
32. ↑  Helmut Albrecht: Die Evangelisch-reformierte Kirchengemeinde… In: Stadt Oerlinghausen: Oerlinghausen. Geschichte und Geschichten. Oerlinghausen 1984.
33. ↑  Karl Henke: Die katholische Kirchengemeinde St. Michael. In: Stadt Oerlinghausen: Oerlinghausen. Geschichte und Geschichten. Oerlinghausen 1984.
34. ↑  Artikel in den Lippischen Mitteilungen aus Geschichte und Landeskunde, Band 66
35. ↑  Landesamt für Datenverarbeitung und Statistik: Schüler an allgemein bildenden Schulen in NRW nach der Religionszugehörigkeit
36. ↑  Dieter Burkamp: Von 1945 bis zur Neuordnung im Jahr 1969. In: Stadt Oerlinghausen: Oerlinghausen. Geschichte und Geschichten. Oerlinghausen 1984.
37. ↑  Gemeindestatistik des Landes Nordrhein-Westfalen: Bevölkerungsentwicklung 1816–1871. Statistisches Landesamt Nordrhein-Westfalen, Düsseldorf 1966, p. 194.
38. ↑  Gemeindestatistik des Landes Nordrhein-Westfalen: Bevölkerungsentwicklung 1871–1961. Statistisches Landesamt Nordrhein-Westfalen, Düsseldorf 1964, pp. 398–399.
39. ↑  Die Wohnbevölkerung in den Gemeinden Nordrhein-Westfalens 1970. Statistisches Landesamt Nordrhein-Westfalen, Düsseldorf 1972, pp. 39–46.
40. ↑  ノルトライン＝ヴェストファーレン州選挙管理委員会: 2014年5月25日の選挙結果（2014年8月28日 閲覧）
41. ↑  Hartmut Buch: Segelflugzeug im Stadtwappen. Oerlinghausen – ein Zentrum des BRD-Segelfluges. In: Flieger-Revue. Heft 6/448, 38. Jahrgang, 1990.
42. ↑  Hermann Diekmann: Die Geschichte der Bergstadt Oerlinghausen im Teutoburger Walde. 1936, p. 54.
43. ↑  Städtefreundschaften Oerlinghausens（2014年8月30日 閲覧）
44. ↑  Stadt Oerlinghauzen - Theater und Konzerte（2014年8月30日 閲覧）
45. ↑  Das Archäologische Freilichtmuseum Oerlinghausen（2014年8月30日 閲覧）
46. 1 2 3 4  Sehenswürdigkeiten in Oerlinghausen (Tourismus)
47. ↑  LWL Geodaten Kultur - Gut Menkhausen, Oerlinghausen（2014年8月31日 閲覧）
48. ↑  Luftsportzentrum Oerlinghausen（2014年9月1日 閲覧）
49. ↑  Dieter Burkamp: Jeder Zweite im Verein. In: Stadt Oerlinghausen: Oerlinghausen. Geschichte und Geschichten. Oerlinghausen 1984.
50. ↑  Werner Höltke: Die Tweten. Verträumte Stiegen und Gassen in Oerlinghausen. Thomas P. Kieper, Bielefeld 2002, ISBN 3-9803990-3-6, pp. 54-56.
51. ↑  Christian Kuhnke: Lippe Lexikon. Detmold 2000, ISBN 3-935454-00-7, p. 293.
52. ↑  Stadtwerke Oerlinghausen GmbH（2014年9月5日 閲覧）
53. ↑  Hellweg-Klinik Oerlinghausen（2014年9月5日 閲覧）
54. ↑  Stadt Oerlinghausen - Schulen（2014年9月5日 閲覧）
55. ↑  Fröbelschule Oerlinghausen wird zum Teilstandort der Albert-Schweitzer-Schule（2014年9月5日 閲覧）
56. ↑  Sabine Etzold: Ein Schulleiter erzählt aus seinem leidvollen Alltag, Die Zeit 1997年8月22日付け（2014年9月6日 閲覧）
57. ↑  Holzheizkraftwerk Oerlinghausen（2014年9月6日 閲覧）